# Llista d'asteroides (325001-326000)
Llista d'asteroides del 325.001 al 326.000, amb data de descoberta i descobridor. És un fragment de la llista d'asteroides completa. Als asteroides se'ls dona un número quan es confirma la seva òrbita, per tant apareixen llistats aproximadament segons la data de descobriment.

## 325001-325100
| Nom    | Designació provisional | Data de descobriment   | Lloc de descobriment | Descobridor/s          |
| ------ | ---------------------- | ---------------------- | -------------------- | ---------------------- |
| 325001 | 2008 BH29              | 30 de gener de 2008    | Mount Lemmon         | Mt. Lemmon Survey      |
| 325002 | 2008 BL31              | 30 de gener de 2008    | Mount Lemmon         | Mt. Lemmon Survey      |
| 325003 | 2008 BW34              | 30 de gener de 2008    | Mount Lemmon         | Mt. Lemmon Survey      |
| 325004 | 2008 BQ37              | 31 de gener de 2008    | Kitt Peak            | Spacewatch             |
| 325005 | 2008 BT38              | 31 de gener de 2008    | Mount Lemmon         | Mt. Lemmon Survey      |
| 325006 | 2008 BO42              | 31 de gener de 2008    | Catalina             | CSS                    |
| 325007 | 2008 BQ43              | 30 de gener de 2008    | Catalina             | CSS                    |
| 325008 | 2008 BX44              | 19 de gener de 2008    | Mount Lemmon         | Mt. Lemmon Survey      |
| 325009 | 2008 BM45              | 31 de gener de 2008    | Catalina             | CSS                    |
| 325010 | 2008 BG47              | 18 de gener de 2008    | Mount Lemmon         | Mt. Lemmon Survey      |
| 325011 | 2008 BU49              | 30 de gener de 2008    | Mount Lemmon         | Mt. Lemmon Survey      |
| 325012 | 2008 BN52              | 20 de gener de 2008    | Kitt Peak            | Spacewatch             |
| 325013 | 2008 BU52              | 31 de gener de 2008    | Catalina             | CSS                    |
| 325014 | 2008 CX5               | 7 de febrer de 2008    | Mayhill              | A. Lowe                |
| 325015 | 2008 CF11              | 3 de febrer de 2008    | Kitt Peak            | Spacewatch             |
| 325016 | 2008 CZ14              | 3 de febrer de 2008    | Kitt Peak            | Spacewatch             |
| 325017 | 2008 CO17              | 12 de setembre de 2005 | Kitt Peak            | Spacewatch             |
| 325018 | 2008 CV18              | 3 de febrer de 2008    | Kitt Peak            | Spacewatch             |
| 325019 | 2008 CR19              | 6 de febrer de 2008    | Anderson Mesa        | LONEOS                 |
| 325020 | 2008 CA21              | 8 de febrer de 2008    | Altschwendt          | W. Ries                |
| 325021 | 2008 CC24              | 1 de febrer de 2008    | Kitt Peak            | Spacewatch             |
| 325022 | 2008 CX24              | 1 de febrer de 2008    | Kitt Peak            | Spacewatch             |
| 325023 | 2008 CQ26              | 18 d'agost de 2006     | Kitt Peak            | Spacewatch             |
| 325024 | 2008 CP33              | 27 de novembre de 2006 | Mount Lemmon         | Mt. Lemmon Survey      |
| 325025 | 2008 CN34              | 2 de febrer de 2008    | Kitt Peak            | Spacewatch             |
| 325026 | 2008 CR36              | 2 de febrer de 2008    | Kitt Peak            | Spacewatch             |
| 325027 | 2008 CX39              | 2 de febrer de 2008    | Mount Lemmon         | Mt. Lemmon Survey      |
| 325028 | 2008 CJ42              | 2 de febrer de 2008    | Kitt Peak            | Spacewatch             |
| 325029 | 2008 CK48              | 3 de febrer de 2008    | Kitt Peak            | Spacewatch             |
| 325030 | 2008 CQ49              | 18 de novembre de 2007 | Mount Lemmon         | Mt. Lemmon Survey      |
| 325031 | 2008 CT61              | 7 de febrer de 2008    | Kitt Peak            | Spacewatch             |
| 325032 | 2008 CJ72              | 8 de febrer de 2008    | La Sagra             | La Sagra               |
| 325033 | 2008 CP74              | 9 de febrer de 2008    | Dauban               | F. Kugel               |
| 325034 | 2008 CB75              | 10 de febrer de 2008   | Altschwendt          | W. Ries                |
| 325035 | 2008 CP91              | 8 de febrer de 2008    | Kitt Peak            | Spacewatch             |
| 325036 | 2008 CE95              | 8 de febrer de 2008    | Mount Lemmon         | Mt. Lemmon Survey      |
| 325037 | 2008 CN96              | 9 de febrer de 2008    | Mount Lemmon         | Mt. Lemmon Survey      |
| 325038 | 2008 CL103             | 9 de febrer de 2008    | Kitt Peak            | Spacewatch             |
| 325039 | 2008 CC106             | 9 de febrer de 2008    | Mount Lemmon         | Mt. Lemmon Survey      |
| 325040 | 2008 CN107             | 9 de febrer de 2008    | Mount Lemmon         | Mt. Lemmon Survey      |
| 325041 | 2008 CZ108             | 9 de febrer de 2008    | Kitt Peak            | Spacewatch             |
| 325042 | 2008 CL124             | 7 de febrer de 2008    | Mount Lemmon         | Mt. Lemmon Survey      |
| 325043 | 2008 CL126             | 31 de gener de 2008    | Mount Lemmon         | Mt. Lemmon Survey      |
| 325044 | 2008 CK130             | 8 de febrer de 2008    | Kitt Peak            | Spacewatch             |
| 325045 | 2008 CW136             | 8 de febrer de 2008    | Mount Lemmon         | Mt. Lemmon Survey      |
| 325046 | 2008 CC137             | 8 de febrer de 2008    | Mount Lemmon         | Mt. Lemmon Survey      |
| 325047 | 2008 CV137             | 8 de febrer de 2008    | Kitt Peak            | Spacewatch             |
| 325048 | 2008 CM140             | 8 de febrer de 2008    | Kitt Peak            | Spacewatch             |
| 325049 | 2008 CN152             | 9 de febrer de 2008    | Kitt Peak            | Spacewatch             |
| 325050 | 2008 CV154             | 9 de febrer de 2008    | Kitt Peak            | Spacewatch             |
| 325051 | 2008 CL159             | 9 de febrer de 2008    | Kitt Peak            | Spacewatch             |
| 325052 | 2008 CV177             | 27 de setembre de 2006 | Mount Lemmon         | Mt. Lemmon Survey      |
| 325053 | 2008 CV178             | 6 de febrer de 2008    | Catalina             | CSS                    |
| 325054 | 2008 CV179             | 7 de febrer de 2008    | Catalina             | CSS                    |
| 325055 | 2008 CV189             | 10 de febrer de 2008   | Catalina             | CSS                    |
| 325056 | 2008 CV190             | 1 de febrer de 2008    | Kitt Peak            | Spacewatch             |
| 325057 | 2008 CF191             | 18 d'agost de 2006     | Kitt Peak            | Spacewatch             |
| 325058 | 2008 CY192             | 8 de febrer de 2008    | Kitt Peak            | Spacewatch             |
| 325059 | 2008 CT199             | 13 de febrer de 2008   | Mount Lemmon         | Mt. Lemmon Survey      |
| 325060 | 2008 CF200             | 10 de febrer de 2008   | Mount Lemmon         | Mt. Lemmon Survey      |
| 325061 | 2008 CG202             | 6 de febrer de 2008    | Catalina             | CSS                    |
| 325062 | 2008 CL203             | 10 de febrer de 2008   | Kitt Peak            | Spacewatch             |
| 325063 | 2008 CM208             | 6 de febrer de 2008    | Socorro              | LINEAR                 |
| 325064 | 2008 CW208             | 11 de febrer de 2008   | Mount Lemmon         | Mt. Lemmon Survey      |
| 325065 | 2008 CJ209             | 9 de març de 2004      | Palomar              | NEAT                   |
| 325066 | 2008 CN209             | 3 de febrer de 2008    | Mount Lemmon         | Mt. Lemmon Survey      |
| 325067 | 2008 CS213             | 10 de febrer de 2008   | Mount Lemmon         | Mt. Lemmon Survey      |
| 325068 | 2008 CX213             | 10 de febrer de 2008   | Mount Lemmon         | Mt. Lemmon Survey      |
| 325069 | 2008 CC214             | 10 de febrer de 2008   | Mount Lemmon         | Mt. Lemmon Survey      |
| 325070 | 2008 CO215             | 13 de febrer de 2008   | Catalina             | CSS                    |
| 325071 | 2008 DF                | 12 de gener de 2008    | Catalina             | CSS                    |
| 325072 | 2008 DD1               | 24 de febrer de 2008   | Kitt Peak            | Spacewatch             |
| 325073 | 2008 DV1               | 24 de febrer de 2008   | Mount Lemmon         | Mt. Lemmon Survey      |
| 325074 | 2008 DL2               | 20 de gener de 2008    | Kitt Peak            | Spacewatch             |
| 325075 | 2008 DQ2               | 24 de febrer de 2008   | Kitt Peak            | Spacewatch             |
| 325076 | 2008 DT3               | 24 de febrer de 2008   | Mount Lemmon         | Mt. Lemmon Survey      |
| 325077 | 2008 DZ5               | 1 de febrer de 2008    | Mount Lemmon         | Mt. Lemmon Survey      |
| 325078 | 2008 DR6               | 31 de desembre de 2007 | Kitt Peak            | Spacewatch             |
| 325079 | 2008 DF7               | 24 de febrer de 2008   | Mount Lemmon         | Mt. Lemmon Survey      |
| 325080 | 2008 DH8               | 24 de febrer de 2008   | Kitt Peak            | Spacewatch             |
| 325081 | 2008 DB13              | 26 de febrer de 2008   | Kitt Peak            | Spacewatch             |
| 325082 | 2008 DZ13              | 26 de febrer de 2008   | Mount Lemmon         | Mt. Lemmon Survey      |
| 325083 | 2008 DO25              | 29 de febrer de 2008   | Purple Mountain      | PMO NEO Survey Program |
| 325084 | 2008 DX30              | 30 de desembre de 2007 | Kitt Peak            | Spacewatch             |
| 325085 | 2008 DJ34              | 27 de febrer de 2008   | Kitt Peak            | Spacewatch             |
| 325086 | 2008 DA36              | 27 de febrer de 2008   | Mount Lemmon         | Mt. Lemmon Survey      |
| 325087 | 2008 DC37              | 27 de febrer de 2008   | Kitt Peak            | Spacewatch             |
| 325088 | 2008 DO43              | 28 de febrer de 2008   | Mount Lemmon         | Mt. Lemmon Survey      |
| 325089 | 2008 DS43              | 28 de febrer de 2008   | Kitt Peak            | Spacewatch             |
| 325090 | 2008 DU45              | 28 de febrer de 2008   | Mount Lemmon         | Mt. Lemmon Survey      |
| 325091 | 2008 DE53              | 29 de febrer de 2008   | Mount Lemmon         | Mt. Lemmon Survey      |
| 325092 | 2008 DX53              | 29 de febrer de 2008   | Kitt Peak            | Spacewatch             |
| 325093 | 2008 DB54              | 26 de febrer de 2008   | Anderson Mesa        | LONEOS                 |
| 325094 | 2008 DE64              | 28 de febrer de 2008   | Mount Lemmon         | Mt. Lemmon Survey      |
| 325095 | 2008 DA68              | 29 de febrer de 2008   | Kitt Peak            | Spacewatch             |
| 325096 | 2008 DN73              | 27 de febrer de 2008   | Mount Lemmon         | Mt. Lemmon Survey      |
| 325097 | 2008 DJ78              | 28 de febrer de 2008   | Mount Lemmon         | Mt. Lemmon Survey      |
| 325098 | 2008 DQ81              | 27 de febrer de 2008   | Mount Lemmon         | Mt. Lemmon Survey      |
| 325099 | 2008 DG82              | 28 de febrer de 2008   | Kitt Peak            | Spacewatch             |
| 325100 | 2008 DP85              | 28 de febrer de 2008   | Kitt Peak            | Spacewatch             |

## 325101-325200
| Nom    | Designació provisional | Data de descobriment   | Lloc de descobriment | Descobridor/s            |
| ------ | ---------------------- | ---------------------- | -------------------- | ------------------------ |
| 325101 | 2008 DY87              | 18 de febrer de 2008   | Mount Lemmon         | Mt. Lemmon Survey        |
| 325102 | 2008 EY5               | 4 de març de 2008      | Siding Spring        | Siding Spring Survey     |
| 325103 | 2008 EQ11              | 1 de març de 2008      | Kitt Peak            | Spacewatch               |
| 325104 | 2008 EZ15              | 1 de març de 2008      | Kitt Peak            | Spacewatch               |
| 325105 | 2008 EJ20              | 2 de març de 2008      | Kitt Peak            | Spacewatch               |
| 325106 | 2008 EV29              | 4 de març de 2008      | Mount Lemmon         | Mt. Lemmon Survey        |
| 325107 | 2008 EL33              | 1 de març de 2008      | Kitt Peak            | Spacewatch               |
| 325108 | 2008 EQ33              | 7 de juliol de 2002    | Kitt Peak            | Spacewatch               |
| 325109 | 2008 EY33              | 1 de març de 2008      | Mount Lemmon         | Mt. Lemmon Survey        |
| 325110 | 2008 EZ41              | 4 de març de 2008      | Kitt Peak            | Spacewatch               |
| 325111 | 2008 EQ43              | 5 de març de 2008      | Mount Lemmon         | Mt. Lemmon Survey        |
| 325112 | 2008 EM44              | 5 de març de 2008      | Kitt Peak            | Spacewatch               |
| 325113 | 2008 ER44              | 5 de març de 2008      | Kitt Peak            | Spacewatch               |
| 325114 | 2008 EH45              | 13 de febrer de 2008   | Mount Lemmon         | Mt. Lemmon Survey        |
| 325115 | 2008 EX47              | 5 de març de 2008      | Kitt Peak            | Spacewatch               |
| 325116 | 2008 EG48              | 5 de març de 2008      | Kitt Peak            | Spacewatch               |
| 325117 | 2008 EK50              | 6 de març de 2008      | Mount Lemmon         | Mt. Lemmon Survey        |
| 325118 | 2008 EA64              | 9 de març de 2008      | Kitt Peak            | Spacewatch               |
| 325119 | 2008 EQ66              | 9 de març de 2008      | Mount Lemmon         | Mt. Lemmon Survey        |
| 325120 | 2008 EB68              | 12 de febrer de 2008   | Mount Lemmon         | Mt. Lemmon Survey        |
| 325121 | 2008 EA71              | 6 de març de 2008      | Mount Lemmon         | Mt. Lemmon Survey        |
| 325122 | 2008 ES81              | 10 de març de 2008     | Kitt Peak            | Spacewatch               |
| 325123 | 2008 EH86              | 7 de març de 2008      | Kitt Peak            | Spacewatch               |
| 325124 | 2008 EM100             | 11 de març de 2008     | Catalina             | CSS                      |
| 325125 | 2008 EE110             | 8 de març de 2008      | Mount Lemmon         | Mt. Lemmon Survey        |
| 325126 | 2008 EM113             | 8 de març de 2008      | Mount Lemmon         | Mt. Lemmon Survey        |
| 325127 | 2008 EL119             | 9 de març de 2008      | Mount Lemmon         | Mt. Lemmon Survey        |
| 325128 | 2008 EQ119             | 9 de març de 2008      | Kitt Peak            | Spacewatch               |
| 325129 | 2008 EN122             | 9 de març de 2008      | Kitt Peak            | Spacewatch               |
| 325130 | 2008 EO123             | 10 de març de 2008     | Kitt Peak            | Spacewatch               |
| 325131 | 2008 EC127             | 10 de març de 2008     | Kitt Peak            | Spacewatch               |
| 325132 | 2008 EX129             | 29 de febrer de 2008   | Kitt Peak            | Spacewatch               |
| 325133 | 2008 EO139             | 11 de març de 2008     | Kitt Peak            | Spacewatch               |
| 325134 | 2008 EQ143             | 14 de març de 2008     | Catalina             | CSS                      |
| 325135 | 2008 EK146             | 13 de març de 2008     | Mount Lemmon         | Mt. Lemmon Survey        |
| 325136 | 2008 ED149             | 2 de març de 2008      | XuYi                 | PMO NEO Survey Program   |
| 325137 | 2008 EL149             | 4 de març de 2008      | Kitt Peak            | Spacewatch               |
| 325138 | 2008 ED150             | 7 de març de 2008      | Catalina             | CSS                      |
| 325139 | 2008 ET150             | 4 de març de 2008      | Mount Lemmon         | Mt. Lemmon Survey        |
| 325140 | 2008 EE152             | 10 de març de 2008     | Kitt Peak            | Spacewatch               |
| 325141 | 2008 EJ152             | 10 de març de 2008     | Kitt Peak            | Spacewatch               |
| 325142 | 2008 EQ153             | 9 de març de 2008      | Kitt Peak            | Spacewatch               |
| 325143 | 2008 ET154             | 4 de març de 2008      | Mount Lemmon         | Mt. Lemmon Survey        |
| 325144 | 2008 EL156             | 2 de març de 2008      | Kitt Peak            | Spacewatch               |
| 325145 | 2008 ED157             | 13 de març de 2008     | Kitt Peak            | Spacewatch               |
| 325146 | 2008 EZ158             | 12 de març de 2008     | Mount Lemmon         | Mt. Lemmon Survey        |
| 325147 | 2008 EX165             | 4 de març de 2008      | Mount Lemmon         | Mt. Lemmon Survey        |
| 325148 | 2008 EE166             | 5 de març de 2008      | Mount Lemmon         | Mt. Lemmon Survey        |
| 325149 | 2008 EP166             | 6 de març de 2008      | Catalina             | CSS                      |
| 325150 | 2008 EE167             | 7 de març de 2008      | Mount Lemmon         | Mt. Lemmon Survey        |
| 325151 | 2008 EB169             | 14 de març de 2008     | Catalina             | CSS                      |
| 325152 | 2008 EC169             | 15 de març de 2008     | Kitt Peak            | Spacewatch               |
| 325153 | 2008 FS3               | 25 de març de 2008     | Kitt Peak            | Spacewatch               |
| 325154 | 2008 FQ4               | 25 de març de 2008     | Kitt Peak            | Spacewatch               |
| 325155 | 2008 FC10              | 26 de març de 2008     | Kitt Peak            | Spacewatch               |
| 325156 | 2008 FO13              | 26 de març de 2008     | Mount Lemmon         | Mt. Lemmon Survey        |
| 325157 | 2008 FO14              | 26 de març de 2008     | Mount Lemmon         | Mt. Lemmon Survey        |
| 325158 | 2008 FW19              | 27 de març de 2008     | Mount Lemmon         | Mt. Lemmon Survey        |
| 325159 | 2008 FD20              | 27 de març de 2008     | Mount Lemmon         | Mt. Lemmon Survey        |
| 325160 | 2008 FM22              | 27 de març de 2008     | Kitt Peak            | Spacewatch               |
| 325161 | 2008 FL24              | 27 de març de 2008     | Kitt Peak            | Spacewatch               |
| 325162 | 2008 FW26              | 27 de març de 2008     | Kitt Peak            | Spacewatch               |
| 325163 | 2008 FN37              | 28 de març de 2008     | Kitt Peak            | Spacewatch               |
| 325164 | 2008 FH38              | 28 de març de 2008     | Kitt Peak            | Spacewatch               |
| 325165 | 2008 FJ42              | 28 de març de 2008     | Mount Lemmon         | Mt. Lemmon Survey        |
| 325166 | 2008 FS46              | 28 de març de 2008     | Mount Lemmon         | Mt. Lemmon Survey        |
| 325167 | 2008 FL49              | 28 de març de 2008     | Mount Lemmon         | Mt. Lemmon Survey        |
| 325168 | 2008 FS49              | 28 de març de 2008     | Mount Lemmon         | Mt. Lemmon Survey        |
| 325169 | 2008 FZ50              | 28 de març de 2008     | Mount Lemmon         | Mt. Lemmon Survey        |
| 325170 | 2008 FC51              | 28 de març de 2008     | Mount Lemmon         | Mt. Lemmon Survey        |
| 325171 | 2008 FP54              | 28 de març de 2008     | Mount Lemmon         | Mt. Lemmon Survey        |
| 325172 | 2008 FX54              | 22 de novembre de 2006 | Catalina             | CSS                      |
| 325173 | 2008 FY54              | 28 de març de 2008     | Mount Lemmon         | Mt. Lemmon Survey        |
| 325174 | 2008 FC56              | 28 de març de 2008     | Mount Lemmon         | Mt. Lemmon Survey        |
| 325175 | 2008 FL63              | 27 de març de 2008     | Kitt Peak            | Spacewatch               |
| 325176 | 2008 FX64              | 28 de març de 2008     | Kitt Peak            | Spacewatch               |
| 325177 | 2008 FG66              | 28 de març de 2008     | Kitt Peak            | Spacewatch               |
| 325178 | 2008 FR68              | 28 de març de 2008     | Mount Lemmon         | Mt. Lemmon Survey        |
| 325179 | 2008 FT69              | 28 de març de 2008     | Kitt Peak            | Spacewatch               |
| 325180 | 2008 FH75              | 31 de març de 2008     | Mount Lemmon         | Mt. Lemmon Survey        |
| 325181 | 2008 FT76              | 11 de novembre de 2006 | Mount Lemmon         | Mt. Lemmon Survey        |
| 325182 | 2008 FJ77              | 27 de març de 2008     | Mount Lemmon         | Mt. Lemmon Survey        |
| 325183 | 2008 FC84              | 28 de març de 2008     | Kitt Peak            | Spacewatch               |
| 325184 | 2008 FT88              | 28 de març de 2008     | Kitt Peak            | Spacewatch               |
| 325185 | 2008 FF89              | 29 de març de 2008     | Mount Lemmon         | Mt. Lemmon Survey        |
| 325186 | 2008 FG89              | 29 de març de 2008     | Mount Lemmon         | Mt. Lemmon Survey        |
| 325187 | 2008 FC94              | 29 de març de 2008     | Kitt Peak            | Spacewatch               |
| 325188 | 2008 FR96              | 29 de març de 2008     | Catalina             | CSS                      |
| 325189 | 2008 FC97              | 29 de març de 2008     | Mount Lemmon         | Mt. Lemmon Survey        |
| 325190 | 2008 FE103             | 30 de març de 2008     | Kitt Peak            | Spacewatch               |
| 325191 | 2008 FL104             | 30 de març de 2008     | Kitt Peak            | Spacewatch               |
| 325192 | 2008 FP106             | 31 de març de 2008     | Kitt Peak            | Spacewatch               |
| 325193 | 2008 FK108             | 31 de març de 2008     | Mount Lemmon         | Mt. Lemmon Survey        |
| 325194 | 2008 FT111             | 31 de març de 2008     | Kitt Peak            | Spacewatch               |
| 325195 | 2008 FY111             | 31 de març de 2008     | Mount Lemmon         | Mt. Lemmon Survey        |
| 325196 | 2008 FY113             | 31 de març de 2008     | Kitt Peak            | Spacewatch               |
| 325197 | 2008 FX118             | 31 de març de 2008     | Mount Lemmon         | Mt. Lemmon Survey        |
| 325198 | 2008 FH120             | 21 de març de 1999     | Apache Point         | Sloan Digital Sky Survey |
| 325199 | 2008 FA125             | 30 de març de 2008     | Kitt Peak            | Spacewatch               |
| 325200 | 2008 FA129             | 29 de març de 2008     | Kitt Peak            | Spacewatch               |

## 325201-325300
| Nom    | Designació provisional | Data de descobriment   | Lloc de descobriment | Descobridor/s     |
| ------ | ---------------------- | ---------------------- | -------------------- | ----------------- |
| 325201 | 2008 FE131             | 31 de març de 2008     | Mount Lemmon         | Mt. Lemmon Survey |
| 325202 | 2008 FX133             | 28 de març de 2008     | Mount Lemmon         | Mt. Lemmon Survey |
| 325203 | 2008 FP134             | 30 de març de 2008     | Kitt Peak            | Spacewatch        |
| 325204 | 2008 FT136             | 29 de març de 2008     | Kitt Peak            | Spacewatch        |
| 325205 | 2008 FE137             | 30 de març de 2008     | Socorro              | LINEAR            |
| 325206 | 2008 FF137             | 30 de març de 2008     | Kitt Peak            | Spacewatch        |
| 325207 | 2008 FG137             | 30 de març de 2008     | Catalina             | CSS               |
| 325208 | 2008 FM137             | 30 de març de 2008     | Kitt Peak            | Spacewatch        |
| 325209 | 2008 GS4               | 1 d'abril de 2008      | Kitt Peak            | Spacewatch        |
| 325210 | 2008 GM6               | 9 d'agost de 2000      | Kitt Peak            | Spacewatch        |
| 325211 | 2008 GF9               | 1 d'abril de 2008      | Kitt Peak            | Spacewatch        |
| 325212 | 2008 GT9               | 1 d'abril de 2008      | Kitt Peak            | Spacewatch        |
| 325213 | 2008 GX9               | 1 d'abril de 2008      | Kitt Peak            | Spacewatch        |
| 325214 | 2008 GQ15              | 3 d'abril de 2008      | Mount Lemmon         | Mt. Lemmon Survey |
| 325215 | 2008 GQ17              | 4 d'abril de 2008      | Kitt Peak            | Spacewatch        |
| 325216 | 2008 GQ18              | 4 d'abril de 2008      | Catalina             | CSS               |
| 325217 | 2008 GF20              | 8 d'abril de 2008      | Desert Eagle         | W. K. Y. Yeung    |
| 325218 | 2008 GZ20              | 10 d'abril de 2008     | Desert Eagle         | W. K. Y. Yeung    |
| 325219 | 2008 GT21              | 5 de març de 2008      | Kitt Peak            | Spacewatch        |
| 325220 | 2008 GO29              | 3 d'abril de 2008      | Mount Lemmon         | Mt. Lemmon Survey |
| 325221 | 2008 GT30              | 11 de març de 2008     | Kitt Peak            | Spacewatch        |
| 325222 | 2008 GS32              | 3 d'abril de 2008      | Kitt Peak            | Spacewatch        |
| 325223 | 2008 GQ37              | 3 d'abril de 2008      | Kitt Peak            | Spacewatch        |
| 325224 | 2008 GK38              | 3 d'abril de 2008      | Mount Lemmon         | Mt. Lemmon Survey |
| 325225 | 2008 GO38              | 3 d'abril de 2008      | Mount Lemmon         | Mt. Lemmon Survey |
| 325226 | 2008 GD39              | 3 d'abril de 2008      | Kitt Peak            | Spacewatch        |
| 325227 | 2008 GJ40              | 4 d'abril de 2008      | Mount Lemmon         | Mt. Lemmon Survey |
| 325228 | 2008 GD41              | 4 d'abril de 2008      | Kitt Peak            | Spacewatch        |
| 325229 | 2008 GE43              | 4 d'abril de 2008      | Mount Lemmon         | Mt. Lemmon Survey |
| 325230 | 2008 GJ43              | 4 d'abril de 2008      | Mount Lemmon         | Mt. Lemmon Survey |
| 325231 | 2008 GD46              | 4 d'abril de 2008      | Kitt Peak            | Spacewatch        |
| 325232 | 2008 GD49              | 5 d'abril de 2008      | Kitt Peak            | Spacewatch        |
| 325233 | 2008 GU52              | 5 d'abril de 2008      | Mount Lemmon         | Mt. Lemmon Survey |
| 325234 | 2008 GX57              | 5 d'abril de 2008      | Mount Lemmon         | Mt. Lemmon Survey |
| 325235 | 2008 GT62              | 5 d'abril de 2008      | Catalina             | CSS               |
| 325236 | 2008 GF64              | 5 d'abril de 2008      | Kitt Peak            | Spacewatch        |
| 325237 | 2008 GV64              | 6 d'abril de 2008      | Kitt Peak            | Spacewatch        |
| 325238 | 2008 GK67              | 6 d'abril de 2008      | Kitt Peak            | Spacewatch        |
| 325239 | 2008 GC68              | 6 d'abril de 2008      | Kitt Peak            | Spacewatch        |
| 325240 | 2008 GG68              | 6 d'abril de 2008      | Kitt Peak            | Spacewatch        |
| 325241 | 2008 GU69              | 6 d'abril de 2008      | Mount Lemmon         | Mt. Lemmon Survey |
| 325242 | 2008 GQ70              | 7 d'abril de 2008      | Kitt Peak            | Spacewatch        |
| 325243 | 2008 GY71              | 7 d'abril de 2008      | Kitt Peak            | Spacewatch        |
| 325244 | 2008 GB74              | 7 d'abril de 2008      | Kitt Peak            | Spacewatch        |
| 325245 | 2008 GO74              | 7 d'abril de 2008      | Kitt Peak            | Spacewatch        |
| 325246 | 2008 GU76              | 7 d'abril de 2008      | Kitt Peak            | Spacewatch        |
| 325247 | 2008 GZ78              | 7 d'abril de 2008      | Kitt Peak            | Spacewatch        |
| 325248 | 2008 GF80              | 7 d'abril de 2008      | Mount Lemmon         | Mt. Lemmon Survey |
| 325249 | 2008 GN81              | 7 d'abril de 2008      | Kitt Peak            | Spacewatch        |
| 325250 | 2008 GK83              | 8 d'abril de 2008      | Kitt Peak            | Spacewatch        |
| 325251 | 2008 GJ85              | 1 d'abril de 2008      | Mount Lemmon         | Mt. Lemmon Survey |
| 325252 | 2008 GB90              | 6 d'abril de 2008      | Mount Lemmon         | Mt. Lemmon Survey |
| 325253 | 2008 GY90              | 6 d'abril de 2008      | Mount Lemmon         | Mt. Lemmon Survey |
| 325254 | 2008 GK91              | 6 d'abril de 2008      | Mount Lemmon         | Mt. Lemmon Survey |
| 325255 | 2008 GP96              | 8 d'abril de 2008      | Kitt Peak            | Spacewatch        |
| 325256 | 2008 GL97              | 8 d'abril de 2008      | Kitt Peak            | Spacewatch        |
| 325257 | 2008 GH98              | 8 d'abril de 2008      | Kitt Peak            | Spacewatch        |
| 325258 | 2008 GA99              | 9 d'abril de 2008      | Kitt Peak            | Spacewatch        |
| 325259 | 2008 GC99              | 9 d'abril de 2008      | Kitt Peak            | Spacewatch        |
| 325260 | 2008 GC103             | 10 d'abril de 2008     | Kitt Peak            | Spacewatch        |
| 325261 | 2008 GO106             | 11 d'abril de 2008     | Catalina             | CSS               |
| 325262 | 2008 GP109             | 13 d'abril de 2008     | Mount Lemmon         | Mt. Lemmon Survey |
| 325263 | 2008 GX109             | 13 d'abril de 2008     | Calvin-Rehoboth      | Calvin College    |
| 325264 | 2008 GZ109             | 13 d'abril de 2008     | Mount Lemmon         | Mt. Lemmon Survey |
| 325265 | 2008 GQ113             | 4 de març de 2008      | Kitt Peak            | Spacewatch        |
| 325266 | 2008 GR114             | 11 d'abril de 2008     | Kitt Peak            | Spacewatch        |
| 325267 | 2008 GC115             | 11 d'abril de 2008     | Kitt Peak            | Spacewatch        |
| 325268 | 2008 GG117             | 3 d'abril de 2008      | Kitt Peak            | Spacewatch        |
| 325269 | 2008 GL118             | 30 de març de 2008     | Kitt Peak            | Spacewatch        |
| 325270 | 2008 GE120             | 22 de novembre de 2006 | Mount Lemmon         | Mt. Lemmon Survey |
| 325271 | 2008 GO120             | 12 d'abril de 2008     | Mount Lemmon         | Mt. Lemmon Survey |
| 325272 | 2008 GY121             | 13 d'abril de 2008     | Kitt Peak            | Spacewatch        |
| 325273 | 2008 GH128             | 9 d'abril de 2008      | Catalina             | CSS               |
| 325274 | 2008 GV129             | 4 d'abril de 2008      | Mount Lemmon         | Mt. Lemmon Survey |
| 325275 | 2008 GY130             | 7 d'abril de 2008      | Kitt Peak            | Spacewatch        |
| 325276 | 2008 GA131             | 7 d'abril de 2008      | Catalina             | CSS               |
| 325277 | 2008 GE131             | 7 d'abril de 2008      | Kitt Peak            | Spacewatch        |
| 325278 | 2008 GQ132             | 14 d'abril de 2008     | Kitt Peak            | Spacewatch        |
| 325279 | 2008 GC133             | 15 d'abril de 2008     | Mount Lemmon         | Mt. Lemmon Survey |
| 325280 | 2008 GB134             | 6 d'abril de 2008      | Mount Lemmon         | Mt. Lemmon Survey |
| 325281 | 2008 GA137             | 13 de desembre de 2006 | Kitt Peak            | Spacewatch        |
| 325282 | 2008 GU137             | 7 d'abril de 2008      | Kitt Peak            | Spacewatch        |
| 325283 | 2008 GS138             | 7 d'abril de 2008      | Kitt Peak            | Spacewatch        |
| 325284 | 2008 GO141             | 15 d'abril de 2008     | Kitt Peak            | Spacewatch        |
| 325285 | 2008 GX144             | 5 d'abril de 2008      | Kitt Peak            | Spacewatch        |
| 325286 | 2008 GB145             | 5 d'abril de 2008      | Kitt Peak            | Spacewatch        |
| 325287 | 2008 HQ6               | 24 d'abril de 2008     | Kitt Peak            | Spacewatch        |
| 325288 | 2008 HS8               | 24 d'abril de 2008     | Kitt Peak            | Spacewatch        |
| 325289 | 2008 HC12              | 24 d'abril de 2008     | Catalina             | CSS               |
| 325290 | 2008 HH13              | 25 d'abril de 2008     | Kitt Peak            | Spacewatch        |
| 325291 | 2008 HB15              | 25 d'abril de 2008     | Kitt Peak            | Spacewatch        |
| 325292 | 2008 HO15              | 25 d'abril de 2008     | Kitt Peak            | Spacewatch        |
| 325293 | 2008 HU16              | 25 d'abril de 2008     | Mount Lemmon         | Mt. Lemmon Survey |
| 325294 | 2008 HX23              | 27 d'abril de 2008     | Kitt Peak            | Spacewatch        |
| 325295 | 2008 HW27              | 28 d'abril de 2008     | Kitt Peak            | Spacewatch        |
| 325296 | 2008 HU28              | 27 de gener de 2007    | Kitt Peak            | Spacewatch        |
| 325297 | 2008 HF34              | 27 d'abril de 2008     | Kitt Peak            | Spacewatch        |
| 325298 | 2008 HD35              | 28 d'abril de 2008     | Kitt Peak            | Spacewatch        |
| 325299 | 2008 HM35              | 28 d'abril de 2008     | Kitt Peak            | Spacewatch        |
| 325300 | 2008 HY35              | 29 d'abril de 2008     | Mount Lemmon         | Mt. Lemmon Survey |

## 325301-325400
| Nom              | Designació provisional | Data de descobriment   | Lloc de descobriment | Descobridor/s        |
| ---------------- | ---------------------- | ---------------------- | -------------------- | -------------------- |
| 325301           | 2008 HY36              | 30 d'abril de 2008     | Kitt Peak            | Spacewatch           |
| 325302           | 2008 HS42              | 27 d'abril de 2008     | Mount Lemmon         | Mt. Lemmon Survey    |
| 325303           | 2008 HV45              | 28 d'abril de 2008     | Kitt Peak            | Spacewatch           |
| 325304           | 2008 HV46              | 28 d'abril de 2008     | Kitt Peak            | Spacewatch           |
| 325305           | 2008 HU51              | 29 d'abril de 2008     | Kitt Peak            | Spacewatch           |
| 325306           | 2008 HR52              | 29 d'abril de 2008     | Kitt Peak            | Spacewatch           |
| 325307           | 2008 HK61              | 30 d'abril de 2008     | Mount Lemmon         | Mt. Lemmon Survey    |
| 325308           | 2008 HC62              | 15 de març de 2008     | Mount Lemmon         | Mt. Lemmon Survey    |
| 325309           | 2008 HO62              | 30 d'abril de 2008     | Kitt Peak            | Spacewatch           |
| 325310           | 2008 HR65              | 29 d'abril de 2008     | Socorro              | LINEAR               |
| 325311           | 2008 HK66              | 26 d'abril de 2008     | Mount Lemmon         | Mt. Lemmon Survey    |
| 325312           | 2008 HB67              | 24 d'abril de 2008     | Kitt Peak            | Spacewatch           |
| 325313           | 2008 HU68              | 26 d'abril de 2008     | Kitt Peak            | Spacewatch           |
| 325314           | 2008 HW68              | 29 d'abril de 2008     | Kitt Peak            | Spacewatch           |
| 325315           | 2008 HY68              | 30 d'abril de 2008     | Mount Lemmon         | Mt. Lemmon Survey    |
| 325316           | 2008 HY69              | 29 d'abril de 2008     | Kitt Peak            | Spacewatch           |
| 325317           | 2008 HL70              | 29 d'abril de 2008     | Mount Lemmon         | Mt. Lemmon Survey    |
| 325318           | 2008 JH2               | 2 de maig de 2008      | Kitt Peak            | Spacewatch           |
| 325319           | 2008 JQ2               | 2 de maig de 2008      | Dauban               | F. Kugel             |
| 325320           | 2008 JX4               | 5 de març de 2008      | Mount Lemmon         | Mt. Lemmon Survey    |
| 325321           | 2008 JW5               | 3 de maig de 2008      | Mount Lemmon         | Mt. Lemmon Survey    |
| 325322           | 2008 JS8               | 30 d'abril de 2008     | Mount Lemmon         | Mt. Lemmon Survey    |
| 325323           | 2008 JR12              | 3 de maig de 2008      | Kitt Peak            | Spacewatch           |
| 325324           | 2008 JY12              | 3 de maig de 2008      | Kitt Peak            | Spacewatch           |
| 325325           | 2008 JA14              | 6 de maig de 2008      | Mount Lemmon         | Mt. Lemmon Survey    |
| 325326           | 2008 JK15              | 2 de maig de 2008      | Kitt Peak            | Spacewatch           |
| 325327           | 2008 JV16              | 6 d'abril de 2008      | Mount Lemmon         | Mt. Lemmon Survey    |
| 325328           | 2008 JX17              | 4 de maig de 2008      | Kitt Peak            | Spacewatch           |
| 325329           | 2008 JR19              | 7 de maig de 2008      | Mount Lemmon         | Mt. Lemmon Survey    |
| 325330           | 2008 JK24              | 7 de maig de 2008      | Uccle                | T. Pauwels           |
| 325331           | 2008 JM27              | 8 de maig de 2008      | Kitt Peak            | Spacewatch           |
| 325332           | 2008 JK32              | 26 d'abril de 2008     | Mount Lemmon         | Mt. Lemmon Survey    |
| 325333           | 2008 JN33              | 11 de maig de 2008     | Kitt Peak            | Spacewatch           |
| 325334           | 2008 JY35              | 3 de maig de 2008      | Kitt Peak            | Spacewatch           |
| 325335           | 2008 JR36              | 5 de maig de 2008      | Kitt Peak            | Spacewatch           |
| 325336           | 2008 JG37              | 14 de maig de 2008     | Mount Lemmon         | Mt. Lemmon Survey    |
| 325337           | 2008 JH37              | 15 de maig de 2008     | Kitt Peak            | Spacewatch           |
| 325338           | 2008 JG38              | 6 de maig de 2008      | Mount Lemmon         | Mt. Lemmon Survey    |
| 325339           | 2008 JD40              | 3 de maig de 2008      | Mount Lemmon         | Mt. Lemmon Survey    |
| 325340           | 2008 KX                | 26 de maig de 2008     | Kitt Peak            | Spacewatch           |
| 325341           | 2008 KQ1               | 26 de maig de 2008     | Kitt Peak            | Spacewatch           |
| 325342           | 2008 KD8               | 27 de maig de 2008     | Kitt Peak            | Spacewatch           |
| 325343           | 2008 KU9               | 27 de maig de 2008     | Kitt Peak            | Spacewatch           |
| 325344           | 2008 KB10              | 27 de maig de 2008     | Kitt Peak            | Spacewatch           |
| 325345           | 2008 KG10              | 28 de maig de 2008     | Kitt Peak            | Spacewatch           |
| 325346           | 2008 KB11              | 29 de maig de 2008     | Mount Lemmon         | Mt. Lemmon Survey    |
| 325347           | 2008 KM13              | 27 de maig de 2008     | Kitt Peak            | Spacewatch           |
| 325348           | 2008 KK17              | 27 de maig de 2008     | Kitt Peak            | Spacewatch           |
| 325349           | 2008 KK20              | 28 de maig de 2008     | Kitt Peak            | Spacewatch           |
| 325350           | 2008 KN23              | 28 de maig de 2008     | Kitt Peak            | Spacewatch           |
| 325351           | 2008 KF29              | 29 de maig de 2008     | Kitt Peak            | Spacewatch           |
| 325352           | 2008 KB33              | 29 de maig de 2008     | Mount Lemmon         | Mt. Lemmon Survey    |
| 325353           | 2008 KJ38              | 30 de maig de 2008     | Kitt Peak            | Spacewatch           |
| 325354           | 2008 KT41              | 31 de maig de 2008     | Kitt Peak            | Spacewatch           |
| 325355           | 2008 LX6               | 3 de juny de 2008      | Kitt Peak            | Spacewatch           |
| 325356           | 2008 LU11              | 7 de juny de 2008      | Kitt Peak            | Spacewatch           |
| 325357           | 2008 LS12              | 9 de juny de 2008      | Bergisch Gladbac     | W. Bickel            |
| 325358           | 2008 LG13              | 7 de juny de 2008      | Kitt Peak            | Spacewatch           |
| 325359           | 2008 MP                | 24 de juny de 2008     | Siding Spring        | Siding Spring Survey |
| 325360           | 2008 MK2               | 30 de juny de 2008     | Kitt Peak            | Spacewatch           |
| 325361           | 2008 NB5               | 3 de juliol de 2008    | Siding Spring        | Siding Spring Survey |
| 325362           | 2008 OZ21              | 29 de juliol de 2008   | Kitt Peak            | Spacewatch           |
| 325363           | 2008 PM                | 1 d'agost de 2008      | Dauban               | F. Kugel             |
| 325364           | 2008 PC3               | 3 d'agost de 2008      | Dauban               | F. Kugel             |
| 325365           | 2008 PN17              | 30 de juliol de 2008   | Catalina             | CSS                  |
| 325366           | 2008 QN16              | 24 d'agost de 2008     | La Canada            | La Canada            |
| 325367           | 2008 QA22              | 26 d'agost de 2008     | Socorro              | LINEAR               |
| 325368           | 2008 QK24              | 25 d'agost de 2008     | Andrushivka          | Andrushivka          |
| 325369 Shishilov | 2008 QJ29              | 29 d'agost de 2008     | Zelenchukskaya S     | Zelenchukskaya Stn   |
| 325370           | 2008 QE39              | 24 d'agost de 2008     | Kitt Peak            | Spacewatch           |
| 325371           | 2008 QM45              | 30 d'agost de 2008     | Socorro              | LINEAR               |
| 325372           | 2008 RS22              | 5 de setembre de 2008  | Andrushivka          | Andrushivka          |
| 325373           | 2008 RW40              | 2 de setembre de 2008  | Kitt Peak            | Spacewatch           |
| 325374           | 2008 RR85              | 5 de setembre de 2008  | Kitt Peak            | Spacewatch           |
| 325375           | 2008 RR125             | 7 de setembre de 2008  | Catalina             | CSS                  |
| 325376           | 2008 SH3               | 22 de setembre de 2008 | Socorro              | LINEAR               |
| 325377           | 2008 SO39              | 20 de setembre de 2008 | Kitt Peak            | Spacewatch           |
| 325378           | 2008 SV98              | 21 de setembre de 2008 | Kitt Peak            | Spacewatch           |
| 325379           | 2008 SG125             | 22 de setembre de 2008 | Mount Lemmon         | Mt. Lemmon Survey    |
| 325380           | 2008 SQ152             | 28 de setembre de 2008 | Goodricke-Pigott     | R. A. Tucker         |
| 325381           | 2008 SH181             | 24 de setembre de 2008 | Kitt Peak            | Spacewatch           |
| 325382           | 2008 SJ230             | 28 de setembre de 2008 | Mount Lemmon         | Mt. Lemmon Survey    |
| 325383           | 2008 SC251             | 24 de setembre de 2008 | Kitt Peak            | Spacewatch           |
| 325384           | 2008 SC268             | 24 de setembre de 2008 | Kitt Peak            | Spacewatch           |
| 325385           | 2008 SG276             | 23 de setembre de 2008 | Mount Lemmon         | Mt. Lemmon Survey    |
| 325386           | 2008 SE301             | 23 de setembre de 2008 | Socorro              | LINEAR               |
| 325387           | 2008 TZ37              | 1 d'octubre de 2008    | Mount Lemmon         | Mt. Lemmon Survey    |
| 325388           | 2008 TM115             | 6 d'octubre de 2008    | Mount Lemmon         | Mt. Lemmon Survey    |
| 325389           | 2008 TQ135             | 8 d'octubre de 2008    | Kitt Peak            | Spacewatch           |
| 325390           | 2008 UA69              | 21 d'octubre de 2008   | Mount Lemmon         | Mt. Lemmon Survey    |
| 325391           | 2008 UM361             | 27 d'octubre de 2008   | Catalina             | CSS                  |
| 325392           | 2008 VZ26              | 2 de novembre de 2008  | Kitt Peak            | Spacewatch           |
| 325393           | 2008 WW65              | 17 de novembre de 2008 | Kitt Peak            | Spacewatch           |
| 325394           | 2008 YV158             | 30 de desembre de 2008 | Mount Lemmon         | Mt. Lemmon Survey    |
| 325395           | 2009 CQ5               | 14 de febrer de 2009   | Catalina             | CSS                  |
| 325396           | 2009 DO129             | 27 de febrer de 2009   | Kitt Peak            | Spacewatch           |
| 325397           | 2009 DQ136             | 20 de febrer de 2009   | Kitt Peak            | Spacewatch           |
| 325398           | 2009 EF27              | 15 de març de 2009     | Kitt Peak            | Spacewatch           |
| 325399           | 2009 EN28              | 2 de març de 2009      | Mount Lemmon         | Mt. Lemmon Survey    |
| 325400           | 2009 EU30              | 2 de març de 2009      | Mount Lemmon         | Mt. Lemmon Survey    |

## 325401-325500
| Nom                | Designació provisional | Data de descobriment   | Lloc de descobriment | Descobridor/s          |
| ------------------ | ---------------------- | ---------------------- | -------------------- | ---------------------- |
| 325401             | 2009 FB72              | 17 de març de 2009     | Kitt Peak            | Spacewatch             |
| 325402             | 2009 HH2               | 18 de març de 2009     | Kitt Peak            | Spacewatch             |
| 325403             | 2009 HM22              | 17 d'abril de 2009     | Kitt Peak            | Spacewatch             |
| 325404             | 2009 HO27              | 18 d'abril de 2009     | Kitt Peak            | Spacewatch             |
| 325405             | 2009 HE83              | 27 d'abril de 2009     | Mount Lemmon         | Mt. Lemmon Survey      |
| 325406             | 2009 HX91              | 29 d'abril de 2009     | Kitt Peak            | Spacewatch             |
| 325407             | 2009 HC92              | 29 d'abril de 2009     | Kitt Peak            | Spacewatch             |
| 325408             | 2009 HH100             | 27 d'abril de 2009     | Kitt Peak            | Spacewatch             |
| 325409             | 2009 JD5               | 13 de maig de 2009     | Catalina             | CSS                    |
| 325410             | 2009 JX16              | 14 de maig de 2009     | Kitt Peak            | Spacewatch             |
| 325411             | 2009 KQ1               | 17 de maig de 2009     | La Sagra             | La Sagra               |
| 325412             | 2009 KB4               | 24 de maig de 2009     | Catalina             | CSS                    |
| 325413             | 2009 KP5               | 24 de maig de 2009     | Catalina             | CSS                    |
| 325414             | 2009 KX7               | 15 d'agost de 2006     | Palomar              | NEAT                   |
| 325415             | 2009 KM18              | 27 de maig de 2009     | Mount Lemmon         | Mt. Lemmon Survey      |
| 325416             | 2009 KB19              | 28 de maig de 2009     | Mount Lemmon         | Mt. Lemmon Survey      |
| 325417             | 2009 KF22              | 16 de maig de 2009     | Kitt Peak            | Spacewatch             |
| 325418             | 2009 KY35              | 20 de maig de 2009     | Socorro              | LINEAR                 |
| 325419             | 2009 KA36              | 16 de maig de 2009     | Mount Lemmon         | Mt. Lemmon Survey      |
| 325420             | 2009 MK1               | 11 de març de 2005     | Mount Lemmon         | Mt. Lemmon Survey      |
| 325421             | 2009 NF                | 1 de juliol de 2009    | Hibiscus             | N. Teamo               |
| 325422             | 2009 NN1               | 15 de juliol de 2009   | La Sagra             | La Sagra               |
| 325423             | 2009 OC2               | 20 de juliol de 2009   | Sierra Stars         | R. Matson              |
| 325424             | 2009 OX3               | 22 de juliol de 2009   | Hibiscus             | N. Teamo               |
| 325425             | 2009 OZ5               | 17 de juliol de 2009   | La Sagra             | La Sagra               |
| 325426             | 2009 OZ8               | 28 de juliol de 2009   | La Sagra             | La Sagra               |
| 325427             | 2009 OG9               | 28 de juliol de 2009   | La Sagra             | La Sagra               |
| 325428             | 2009 OL13              | 27 de juliol de 2009   | Kitt Peak            | Spacewatch             |
| 325429             | 2009 OL14              | 30 de juliol de 2009   | Kitt Peak            | Spacewatch             |
| 325430             | 2009 OY15              | 28 de juliol de 2009   | Kitt Peak            | Spacewatch             |
| 325431             | 2009 OJ16              | 28 de juliol de 2009   | Kitt Peak            | Spacewatch             |
| 325432             | 2009 OJ19              | 28 de juliol de 2009   | Kitt Peak            | Spacewatch             |
| 325433             | 2009 OR19              | 30 de juliol de 2009   | Calvin-Rehoboth      | Calvin College         |
| 325434             | 2009 OW20              | 25 de juliol de 2009   | La Sagra             | La Sagra               |
| 325435             | 2009 OP21              | 26 de juliol de 2009   | Bergisch Gladbac     | W. Bickel              |
| 325436 Khlebov     | 2009 OJ23              | 26 de juliol de 2009   | Zelenchukskaya S     | T. V. Kryachko         |
| 325437             | 2009 PE7               | 15 d'agost de 2009     | Kitt Peak            | Spacewatch             |
| 325438             | 2009 PN19              | 15 d'agost de 2009     | Kitt Peak            | Spacewatch             |
| 325439             | 2009 PM20              | 15 d'agost de 2009     | Kitt Peak            | Spacewatch             |
| 325440             | 2009 PP20              | 15 d'agost de 2009     | Kitt Peak            | Spacewatch             |
| 325441             | 2009 QK                | 16 d'agost de 2009     | Altschwendt          | W. Ries                |
| 325442             | 2009 QZ1               | 17 d'agost de 2009     | Vicques              | M. Ory                 |
| 325443             | 2009 QT3               | 16 d'agost de 2009     | Catalina             | CSS                    |
| 325444             | 2009 QE6               | 17 d'agost de 2009     | Hibiscus             | N. Teamo               |
| 325445             | 2009 QG6               | 18 d'agost de 2009     | La Sagra             | La Sagra               |
| 325446             | 2009 QD13              | 16 d'agost de 2009     | Kitt Peak            | Spacewatch             |
| 325447             | 2009 QR13              | 16 d'agost de 2009     | Kitt Peak            | Spacewatch             |
| 325448             | 2009 QC14              | 16 d'agost de 2009     | Kitt Peak            | Spacewatch             |
| 325449             | 2009 QN14              | 16 d'agost de 2009     | Kitt Peak            | Spacewatch             |
| 325450             | 2009 QM15              | 16 d'agost de 2009     | Kitt Peak            | Spacewatch             |
| 325451             | 2009 QN16              | 16 d'agost de 2009     | Kitt Peak            | Spacewatch             |
| 325452             | 2009 QA19              | 17 d'agost de 2009     | Kitt Peak            | Spacewatch             |
| 325453             | 2009 QZ20              | 19 d'agost de 2009     | La Sagra             | La Sagra               |
| 325454             | 2009 QW24              | 17 d'agost de 2009     | La Sagra             | La Sagra               |
| 325455 Della Valle | 2009 QJ26              | 20 d'agost de 2009     | Magasa               | Osservatorio Cima Rest |
| 325456             | 2009 QT27              | 17 d'agost de 2009     | La Sagra             | La Sagra               |
| 325457             | 2009 QZ29              | 23 d'agost de 2009     | Taunus               | S. Karge, R. Kling     |
| 325458             | 2009 QR37              | 27 d'agost de 2009     | La Sagra             | La Sagra               |
| 325459             | 2009 QA39              | 20 d'agost de 2009     | Kitt Peak            | Spacewatch             |
| 325460             | 2009 QV44              | 27 d'agost de 2009     | Catalina             | CSS                    |
| 325461             | 2009 QU46              | 27 d'agost de 2009     | La Sagra             | La Sagra               |
| 325462             | 2009 QR47              | 28 d'agost de 2009     | La Sagra             | La Sagra               |
| 325463             | 2009 QO50              | 28 d'agost de 2009     | Kitt Peak            | Spacewatch             |
| 325464             | 2009 QN51              | 22 d'octubre de 2005   | Kitt Peak            | Spacewatch             |
| 325465             | 2009 QM52              | 16 d'agost de 2009     | Kitt Peak            | Spacewatch             |
| 325466             | 2009 QR53              | 16 d'agost de 2009     | Kitt Peak            | Spacewatch             |
| 325467             | 2009 QN54              | 27 d'agost de 2009     | Kitt Peak            | Spacewatch             |
| 325468             | 2009 QO55              | 16 d'agost de 2009     | Kitt Peak            | Spacewatch             |
| 325469             | 2009 QZ56              | 16 d'agost de 2009     | Kitt Peak            | Spacewatch             |
| 325470             | 2009 QO57              | 27 d'agost de 2009     | Kitt Peak            | Spacewatch             |
| 325471             | 2009 QR59              | 21 d'agost de 2009     | Socorro              | LINEAR                 |
| 325472             | 2009 QX59              | 16 d'agost de 2009     | Kitt Peak            | Spacewatch             |
| 325473             | 2009 QM61              | 22 d'agost de 2009     | Socorro              | LINEAR                 |
| 325474             | 2009 QP62              | 16 d'agost de 2009     | Kitt Peak            | Spacewatch             |
| 325475             | 2009 QS62              | 18 d'agost de 2009     | Kitt Peak            | Spacewatch             |
| 325476             | 2009 RY                | 10 de setembre de 2009 | ESA OGS              | ESA OGS                |
| 325477             | 2009 RG1               | 11 de setembre de 2009 | La Sagra             | La Sagra               |
| 325478             | 2009 RK1               | 10 de setembre de 2009 | La Sagra             | La Sagra               |
| 325479             | 2009 RF2               | 12 de setembre de 2009 | Socorro              | LINEAR                 |
| 325480             | 2009 RW2               | 11 de setembre de 2009 | Piszkesteto          | K. Sarneczky           |
| 325481             | 2009 RK6               | 19 d'agost de 2009     | Kitt Peak            | Spacewatch             |
| 325482             | 2009 RM6               | 15 de setembre de 2009 | Bisei SG Center      | BATTeRS                |
| 325483             | 2009 RJ8               | 12 de setembre de 2009 | Kitt Peak            | Spacewatch             |
| 325484             | 2009 RX8               | 12 de setembre de 2009 | Kitt Peak            | Spacewatch             |
| 325485             | 2009 RL9               | 12 de setembre de 2009 | Kitt Peak            | Spacewatch             |
| 325486             | 2009 RN11              | 12 de setembre de 2009 | Kitt Peak            | Spacewatch             |
| 325487             | 2009 RP12              | 12 de setembre de 2009 | Kitt Peak            | Spacewatch             |
| 325488             | 2009 RF13              | 12 de setembre de 2009 | Kitt Peak            | Spacewatch             |
| 325489             | 2009 RJ13              | 12 de setembre de 2009 | Kitt Peak            | Spacewatch             |
| 325490             | 2009 RJ15              | 12 de setembre de 2009 | Kitt Peak            | Spacewatch             |
| 325491             | 2009 RP17              | 12 de setembre de 2009 | Kitt Peak            | Spacewatch             |
| 325492             | 2009 RW17              | 12 de setembre de 2009 | Kitt Peak            | Spacewatch             |
| 325493             | 2009 RF18              | 12 de setembre de 2009 | Kitt Peak            | Spacewatch             |
| 325494             | 2009 RK18              | 12 de setembre de 2009 | Kitt Peak            | Spacewatch             |
| 325495             | 2009 RC19              | 13 de setembre de 2009 | Purple Mountain      | PMO NEO Survey Program |
| 325496             | 2009 RP19              | 14 de setembre de 2009 | La Sagra             | La Sagra               |
| 325497             | 2009 RS25              | 15 de setembre de 2009 | Kitt Peak            | Spacewatch             |
| 325498             | 2009 RK28              | 12 de setembre de 2009 | Kitt Peak            | Spacewatch             |
| 325499             | 2009 RL30              | 14 de setembre de 2009 | Kitt Peak            | Spacewatch             |
| 325500             | 2009 RX34              | 14 de setembre de 2009 | Kitt Peak            | Spacewatch             |

## 325501-325600
| Nom           | Designació provisional | Data de descobriment   | Lloc de descobriment | Descobridor/s             |
| ------------- | ---------------------- | ---------------------- | -------------------- | ------------------------- |
| 325501        | 2009 RP35              | 14 de setembre de 2009 | Kitt Peak            | Spacewatch                |
| 325502        | 2009 RK43              | 15 de setembre de 2009 | Kitt Peak            | Spacewatch                |
| 325503        | 2009 RO43              | 15 de setembre de 2009 | Kitt Peak            | Spacewatch                |
| 325504        | 2009 RC50              | 15 de setembre de 2009 | Kitt Peak            | Spacewatch                |
| 325505        | 2009 RM50              | 15 de setembre de 2009 | Kitt Peak            | Spacewatch                |
| 325506        | 2009 RC51              | 15 de setembre de 2009 | Kitt Peak            | Spacewatch                |
| 325507        | 2009 RZ51              | 15 de setembre de 2009 | Kitt Peak            | Spacewatch                |
| 325508        | 2009 RB52              | 15 de setembre de 2009 | Kitt Peak            | Spacewatch                |
| 325509        | 2009 RA53              | 15 de setembre de 2009 | Kitt Peak            | Spacewatch                |
| 325510        | 2009 RD53              | 15 de setembre de 2009 | Kitt Peak            | Spacewatch                |
| 325511        | 2009 RF55              | 15 de setembre de 2009 | Kitt Peak            | Spacewatch                |
| 325512        | 2009 RG56              | 15 de setembre de 2009 | Kitt Peak            | Spacewatch                |
| 325513        | 2009 RO56              | 15 de setembre de 2009 | Kitt Peak            | Spacewatch                |
| 325514        | 2009 RH57              | 15 de setembre de 2009 | Kitt Peak            | Spacewatch                |
| 325515        | 2009 RS59              | 10 de setembre de 2009 | Catalina             | CSS                       |
| 325516        | 2009 RF60              | 11 de setembre de 2009 | Catalina             | CSS                       |
| 325517        | 2009 RT61              | 9 de gener de 2002     | Kitt Peak            | Spacewatch                |
| 325518        | 2009 RY61              | 14 de setembre de 2009 | La Sagra             | La Sagra                  |
| 325519        | 2009 RF63              | 13 de setembre de 2009 | Siding Spring        | Siding Spring Survey      |
| 325520        | 2009 RH65              | 15 de setembre de 2009 | Kitt Peak            | Spacewatch                |
| 325521        | 2009 RX66              | 15 de setembre de 2009 | Kitt Peak            | Spacewatch                |
| 325522        | 2009 RN68              | 15 de setembre de 2009 | Kitt Peak            | Spacewatch                |
| 325523        | 2009 RN69              | 15 de setembre de 2009 | Kitt Peak            | Spacewatch                |
| 325524        | 2009 RY71              | 15 de setembre de 2009 | Kitt Peak            | Spacewatch                |
| 325525        | 2009 RG72              | 15 de setembre de 2009 | Kitt Peak            | Spacewatch                |
| 325526        | 2009 RJ74              | 13 de setembre de 2009 | Socorro              | LINEAR                    |
| 325527        | 2009 SE10              | 16 de setembre de 2009 | Mount Lemmon         | Mt. Lemmon Survey         |
| 325528        | 2009 SM12              | 16 de setembre de 2009 | Mount Lemmon         | Mt. Lemmon Survey         |
| 325529        | 2009 SL16              | 17 de setembre de 2009 | Mount Lemmon         | Mt. Lemmon Survey         |
| 325530        | 2009 SN19              | 23 de setembre de 2009 | Mayhill              | A. Lowe                   |
| 325531        | 2009 SY19              | 18 de setembre de 2009 | Mount Lemmon         | Mt. Lemmon Survey         |
| 325532        | 2009 SZ19              | 18 de setembre de 2009 | Mount Lemmon         | Mt. Lemmon Survey         |
| 325533        | 2009 ST38              | 16 de setembre de 2009 | Kitt Peak            | Spacewatch                |
| 325534        | 2009 SW40              | 16 de setembre de 2009 | Kitt Peak            | Spacewatch                |
| 325535        | 2009 SD43              | 16 de setembre de 2009 | Mount Lemmon         | Mt. Lemmon Survey         |
| 325536        | 2009 SX46              | 16 de setembre de 2009 | Kitt Peak            | Spacewatch                |
| 325537        | 2009 SG49              | 17 de setembre de 2009 | La Sagra             | La Sagra                  |
| 325538        | 2009 SF50              | 17 de setembre de 2009 | Kitt Peak            | Spacewatch                |
| 325539        | 2009 SZ56              | 17 de setembre de 2009 | Kitt Peak            | Spacewatch                |
| 325540        | 2009 SE57              | 17 de setembre de 2009 | Kitt Peak            | Spacewatch                |
| 325541        | 2009 SG58              | 17 de setembre de 2009 | Kitt Peak            | Spacewatch                |
| 325542        | 2009 SE60              | 17 de setembre de 2009 | Kitt Peak            | Spacewatch                |
| 325543        | 2009 SP63              | 29 d'abril de 2008     | Mount Lemmon         | Mt. Lemmon Survey         |
| 325544        | 2009 SN70              | 17 de setembre de 2009 | Kitt Peak            | Spacewatch                |
| 325545        | 2009 SZ70              | 17 de setembre de 2009 | Kitt Peak            | Spacewatch                |
| 325546        | 2009 SG71              | 17 de setembre de 2009 | Mount Lemmon         | Mt. Lemmon Survey         |
| 325547        | 2009 SG72              | 17 de setembre de 2009 | Mount Lemmon         | Mt. Lemmon Survey         |
| 325548        | 2009 SQ74              | 17 de setembre de 2009 | Kitt Peak            | Spacewatch                |
| 325549        | 2009 SG75              | 17 de setembre de 2009 | Kitt Peak            | Spacewatch                |
| 325550        | 2009 SN75              | 17 de setembre de 2009 | Kitt Peak            | Spacewatch                |
| 325551        | 2009 SM78              | 18 de setembre de 2009 | Kitt Peak            | Spacewatch                |
| 325552        | 2009 SJ80              | 18 de setembre de 2009 | Mount Lemmon         | Mt. Lemmon Survey         |
| 325553        | 2009 SZ81              | 10 de març de 2007     | Mount Lemmon         | Mt. Lemmon Survey         |
| 325554        | 2009 SO83              | 5 de març de 2002      | Apache Point         | Sloan Digital Sky Survey  |
| 325555        | 2009 SH85              | 18 de setembre de 2009 | Mount Lemmon         | Mt. Lemmon Survey         |
| 325556        | 2009 SP90              | 18 de setembre de 2009 | Mount Lemmon         | Mt. Lemmon Survey         |
| 325557        | 2009 SK101             | 22 de setembre de 2009 | Taunus               | E. Schwab, R. Kling       |
| 325558 Guyane | 2009 SP101             | 24 de setembre de 2009 | Tzec Maun            | E. Schwab                 |
| 325559        | 2009 SQ102             | 23 de setembre de 2009 | Altschwendt          | W. Ries                   |
| 325560        | 2009 SY104             | 26 de setembre de 2009 | Altschwendt          | W. Ries                   |
| 325561        | 2009 SC107             | 16 de setembre de 2009 | Catalina             | CSS                       |
| 325562        | 2009 SK107             | 16 de setembre de 2009 | Kitt Peak            | Spacewatch                |
| 325563        | 2009 SQ110             | 17 de setembre de 2009 | Kitt Peak            | Spacewatch                |
| 325564        | 2009 ST111             | 18 de setembre de 2009 | Kitt Peak            | Spacewatch                |
| 325565        | 2009 SB114             | 18 de setembre de 2009 | Kitt Peak            | Spacewatch                |
| 325566        | 2009 SS117             | 18 de setembre de 2009 | Kitt Peak            | Spacewatch                |
| 325567        | 2009 SY121             | 18 de setembre de 2009 | Kitt Peak            | Spacewatch                |
| 325568        | 2009 SR124             | 18 de setembre de 2009 | Kitt Peak            | Spacewatch                |
| 325569        | 2009 SR126             | 18 de setembre de 2009 | Kitt Peak            | Spacewatch                |
| 325570        | 2009 SZ126             | 18 de setembre de 2009 | Kitt Peak            | Spacewatch                |
| 325571        | 2009 SF127             | 18 de setembre de 2009 | Kitt Peak            | Spacewatch                |
| 325572        | 2009 SO130             | 18 de setembre de 2009 | Kitt Peak            | Spacewatch                |
| 325573        | 2009 SX130             | 18 de setembre de 2009 | Kitt Peak            | Spacewatch                |
| 325574        | 2009 SL131             | 18 de setembre de 2009 | Kitt Peak            | Spacewatch                |
| 325575        | 2009 SQ132             | 18 de setembre de 2009 | Kitt Peak            | Spacewatch                |
| 325576        | 2009 SV135             | 18 de setembre de 2009 | Kitt Peak            | Spacewatch                |
| 325577        | 2009 SY135             | 18 de setembre de 2009 | Kitt Peak            | Spacewatch                |
| 325578        | 2009 SV136             | 18 de setembre de 2009 | Kitt Peak            | Spacewatch                |
| 325579        | 2009 SX136             | 18 de setembre de 2009 | Kitt Peak            | Spacewatch                |
| 325580        | 2009 SE137             | 18 de setembre de 2009 | Kitt Peak            | Spacewatch                |
| 325581        | 2009 SK137             | 18 de setembre de 2009 | Kitt Peak            | Spacewatch                |
| 325582        | 2009 SC139             | 18 de setembre de 2009 | Purple Mountain      | PMO NEO Survey Program    |
| 325583        | 2009 SH140             | 19 de setembre de 2009 | Kitt Peak            | Spacewatch                |
| 325584        | 2009 SW140             | 19 de setembre de 2009 | Kitt Peak            | Spacewatch                |
| 325585        | 2009 SH143             | 19 de setembre de 2009 | Catalina             | CSS                       |
| 325586        | 2009 SL144             | 27 de març de 2003     | Kitt Peak            | Spacewatch                |
| 325587        | 2009 SB145             | 19 de setembre de 2009 | Mount Lemmon         | Mt. Lemmon Survey         |
| 325588        | 2009 SS148             | 19 de setembre de 2009 | Moletai              | K. Cernis, J. Zdanavicius |
| 325589        | 2009 SG150             | 20 de setembre de 2009 | Kitt Peak            | Spacewatch                |
| 325590        | 2009 SQ154             | 20 de setembre de 2009 | Kitt Peak            | Spacewatch                |
| 325591        | 2009 SV156             | 20 de setembre de 2009 | Kitt Peak            | Spacewatch                |
| 325592        | 2009 SV157             | 20 de setembre de 2009 | Kitt Peak            | Spacewatch                |
| 325593        | 2009 SB158             | 20 de setembre de 2009 | Mount Lemmon         | Mt. Lemmon Survey         |
| 325594        | 2009 SD158             | 20 de setembre de 2009 | Kitt Peak            | Spacewatch                |
| 325595        | 2009 SB159             | 20 de setembre de 2009 | Kitt Peak            | Spacewatch                |
| 325596        | 2009 SV160             | 20 de setembre de 2009 | Kitt Peak            | Spacewatch                |
| 325597        | 2009 SM162             | 11 de setembre de 2004 | Kitt Peak            | Spacewatch                |
| 325598        | 2009 SM166             | 17 de setembre de 2003 | Kitt Peak            | Spacewatch                |
| 325599        | 2009 SD179             | 20 de setembre de 2009 | Mount Lemmon         | Mt. Lemmon Survey         |
| 325600        | 2009 SB185             | 21 de setembre de 2009 | Kitt Peak            | Spacewatch                |

## 325601-325700
| Nom    | Designació provisional | Data de descobriment   | Lloc de descobriment | Descobridor/s     |
| ------ | ---------------------- | ---------------------- | -------------------- | ----------------- |
| 325601 | 2009 SR185             | 21 de setembre de 2009 | Kitt Peak            | Spacewatch        |
| 325602 | 2009 SC191             | 22 de setembre de 2009 | Kitt Peak            | Spacewatch        |
| 325603 | 2009 SB198             | 22 de setembre de 2009 | Kitt Peak            | Spacewatch        |
| 325604 | 2009 SJ204             | 22 de setembre de 2009 | Kitt Peak            | Spacewatch        |
| 325605 | 2009 SA210             | 23 de setembre de 2009 | Kitt Peak            | Spacewatch        |
| 325606 | 2009 SN213             | 23 de setembre de 2009 | Catalina             | CSS               |
| 325607 | 2009 ST214             | 23 de setembre de 2009 | Kitt Peak            | Spacewatch        |
| 325608 | 2009 SC216             | 24 de setembre de 2009 | Kitt Peak            | Spacewatch        |
| 325609 | 2009 SU216             | 24 de setembre de 2009 | Kitt Peak            | Spacewatch        |
| 325610 | 2009 SE217             | 25 de novembre de 2005 | Kitt Peak            | Spacewatch        |
| 325611 | 2009 SG230             | 16 de setembre de 2009 | Catalina             | CSS               |
| 325612 | 2009 SN231             | 19 de setembre de 2009 | Kitt Peak            | Spacewatch        |
| 325613 | 2009 SL232             | 27 de març de 1996     | Kitt Peak            | Spacewatch        |
| 325614 | 2009 SQ232             | 19 de setembre de 2009 | Catalina             | CSS               |
| 325615 | 2009 SL234             | 16 de setembre de 2009 | Catalina             | CSS               |
| 325616 | 2009 SO235             | 16 de setembre de 2009 | Kitt Peak            | Spacewatch        |
| 325617 | 2009 SZ237             | 16 de setembre de 2009 | Catalina             | CSS               |
| 325618 | 2009 SX239             | 17 de setembre de 2009 | Catalina             | CSS               |
| 325619 | 2009 SB240             | 17 de setembre de 2009 | Catalina             | CSS               |
| 325620 | 2009 SV242             | 29 de setembre de 2009 | Skylive              | F. Tozzi          |
| 325621 | 2009 SM250             | 26 de febrer de 2007   | Mount Lemmon         | Mt. Lemmon Survey |
| 325622 | 2009 SH254             | 20 de setembre de 2009 | Kitt Peak            | Spacewatch        |
| 325623 | 2009 SM256             | 21 de setembre de 2009 | Mount Lemmon         | Mt. Lemmon Survey |
| 325624 | 2009 SZ263             | 23 de setembre de 2009 | Mount Lemmon         | Mt. Lemmon Survey |
| 325625 | 2009 SN267             | 23 de setembre de 2009 | Mount Lemmon         | Mt. Lemmon Survey |
| 325626 | 2009 SF270             | 24 de setembre de 2009 | Kitt Peak            | Spacewatch        |
| 325627 | 2009 SO270             | 24 de setembre de 2009 | Mount Lemmon         | Mt. Lemmon Survey |
| 325628 | 2009 SA273             | 25 de setembre de 2009 | Kitt Peak            | Spacewatch        |
| 325629 | 2009 SL274             | 25 de setembre de 2009 | Kitt Peak            | Spacewatch        |
| 325630 | 2009 SY278             | 25 de setembre de 2009 | Kitt Peak            | Spacewatch        |
| 325631 | 2009 SP279             | 25 de setembre de 2009 | Kitt Peak            | Spacewatch        |
| 325632 | 2009 SK282             | 25 de setembre de 2009 | Kitt Peak            | Spacewatch        |
| 325633 | 2009 SU283             | 25 de setembre de 2009 | Kitt Peak            | Spacewatch        |
| 325634 | 2009 SW283             | 25 de setembre de 2009 | Kitt Peak            | Spacewatch        |
| 325635 | 2009 SB287             | 25 de setembre de 2009 | Kitt Peak            | Spacewatch        |
| 325636 | 2009 SU296             | 28 de setembre de 2009 | Kitt Peak            | Spacewatch        |
| 325637 | 2009 SX297             | 28 de setembre de 2009 | Mount Lemmon         | Mt. Lemmon Survey |
| 325638 | 2009 SE299             | 29 de setembre de 2009 | Mount Lemmon         | Mt. Lemmon Survey |
| 325639 | 2009 SE307             | 17 de setembre de 2009 | Kitt Peak            | Spacewatch        |
| 325640 | 2009 SO307             | 17 de setembre de 2009 | Kitt Peak            | Spacewatch        |
| 325641 | 2009 SW307             | 29 de setembre de 2008 | Mount Lemmon         | Mt. Lemmon Survey |
| 325642 | 2009 SY315             | 19 de setembre de 2009 | Catalina             | CSS               |
| 325643 | 2009 SA318             | 13 de març de 2007     | Mount Lemmon         | Mt. Lemmon Survey |
| 325644 | 2009 SJ321             | 28 de gener de 2006    | Kitt Peak            | Spacewatch        |
| 325645 | 2009 SR323             | 23 de setembre de 2009 | Kitt Peak            | Spacewatch        |
| 325646 | 2009 SL324             | 20 de desembre de 2000 | Kitt Peak            | Spacewatch        |
| 325647 | 2009 SL326             | 29 de setembre de 2009 | Kitt Peak            | Spacewatch        |
| 325648 | 2009 SM328             | 28 de setembre de 2009 | Catalina             | CSS               |
| 325649 | 2009 SL330             | 18 de setembre de 2009 | Catalina             | CSS               |
| 325650 | 2009 ST330             | 19 de setembre de 2009 | Catalina             | CSS               |
| 325651 | 2009 SV330             | 19 de setembre de 2009 | Catalina             | CSS               |
| 325652 | 2009 SM332             | 21 de setembre de 2009 | Catalina             | CSS               |
| 325653 | 2009 SN334             | 22 de setembre de 2009 | Catalina             | CSS               |
| 325654 | 2009 SM335             | 4 de febrer de 2006    | Mount Lemmon         | Mt. Lemmon Survey |
| 325655 | 2009 SB337             | 24 de setembre de 2009 | Catalina             | CSS               |
| 325656 | 2009 SX341             | 16 de setembre de 2009 | Catalina             | CSS               |
| 325657 | 2009 SA342             | 16 de setembre de 2009 | Kitt Peak            | Spacewatch        |
| 325658 | 2009 SN345             | 26 de març de 2007     | Mount Lemmon         | Mt. Lemmon Survey |
| 325659 | 2009 SR351             | 21 de setembre de 2009 | Mount Lemmon         | Mt. Lemmon Survey |
| 325660 | 2009 SW353             | 21 de setembre de 2009 | Mount Lemmon         | Mt. Lemmon Survey |
| 325661 | 2009 SD354             | 18 de setembre de 2009 | Kitt Peak            | Spacewatch        |
| 325662 | 2009 SQ356             | 18 de setembre de 2009 | Mount Lemmon         | Mt. Lemmon Survey |
| 325663 | 2009 SS358             | 18 de setembre de 2009 | Catalina             | CSS               |
| 325664 | 2009 SC360             | 27 de setembre de 2009 | Socorro              | LINEAR            |
| 325665 | 2009 SJ360             | 28 de setembre de 2009 | Mount Lemmon         | Mt. Lemmon Survey |
| 325666 | 2009 SN360             | 29 de setembre de 2009 | Catalina             | CSS               |
| 325667 | 2009 SS363             | 22 de setembre de 2009 | Kitt Peak            | Spacewatch        |
| 325668 | 2009 SF364             | 28 de setembre de 2009 | Mount Lemmon         | Mt. Lemmon Survey |
| 325669 | 2009 TF                | 1 d'octubre de 2009    | Kitt Peak            | Spacewatch        |
| 325670 | 2009 TP2               | 10 d'octubre de 2009   | La Sagra             | La Sagra          |
| 325671 | 2009 TU2               | 11 d'octubre de 2009   | Lake Tekapo          | Lake Tekapo       |
| 325672 | 2009 TY4               | 22 de setembre de 2009 | Kitt Peak            | Spacewatch        |
| 325673 | 2009 TO5               | 11 d'octubre de 2009   | Mount Lemmon         | Mt. Lemmon Survey |
| 325674 | 2009 TQ6               | 12 d'octubre de 2009   | La Sagra             | La Sagra          |
| 325675 | 2009 TZ8               | 12 d'octubre de 2009   | La Sagra             | La Sagra          |
| 325676 | 2009 TL13              | 15 d'octubre de 2009   | Bisei SG Center      | BATTeRS           |
| 325677 | 2009 TB16              | 28 d'agost de 2003     | Palomar              | NEAT              |
| 325678 | 2009 TS17              | 2 d'octubre de 2009    | Mount Lemmon         | Mt. Lemmon Survey |
| 325679 | 2009 TH27              | 1 d'octubre de 2009    | Mount Lemmon         | Mt. Lemmon Survey |
| 325680 | 2009 TQ33              | 9 d'octubre de 2009    | Catalina             | CSS               |
| 325681 | 2009 TX37              | 13 d'octubre de 2009   | La Sagra             | La Sagra          |
| 325682 | 2009 TE38              | 14 d'octubre de 2009   | Catalina             | CSS               |
| 325683 | 2009 TQ38              | 15 d'octubre de 2009   | La Sagra             | La Sagra          |
| 325684 | 2009 TL39              | 15 d'octubre de 2009   | La Sagra             | La Sagra          |
| 325685 | 2009 TV40              | 2 d'octubre de 2009    | Mount Lemmon         | Mt. Lemmon Survey |
| 325686 | 2009 TN41              | 15 d'octubre de 2009   | Mount Lemmon         | Mt. Lemmon Survey |
| 325687 | 2009 TJ45              | 11 de novembre de 2004 | Kitt Peak            | Spacewatch        |
| 325688 | 2009 TP46              | 13 d'octubre de 2009   | Socorro              | LINEAR            |
| 325689 | 2009 UX5               | 18 d'octubre de 2009   | Catalina             | CSS               |
| 325690 | 2009 UN13              | 18 d'octubre de 2009   | Kitt Peak            | Spacewatch        |
| 325691 | 2009 UP15              | 17 d'octubre de 2009   | La Sagra             | La Sagra          |
| 325692 | 2009 UL16              | 16 d'octubre de 2009   | Catalina             | CSS               |
| 325693 | 2009 UB20              | 23 d'octubre de 2009   | Catalina             | CSS               |
| 325694 | 2009 UA22              | 16 d'octubre de 2009   | Catalina             | CSS               |
| 325695 | 2009 UF23              | 17 d'octubre de 2009   | La Sagra             | La Sagra          |
| 325696 | 2009 UA34              | 18 d'octubre de 2009   | Mount Lemmon         | Mt. Lemmon Survey |
| 325697 | 2009 UZ35              | 22 d'octubre de 2009   | Mount Lemmon         | Mt. Lemmon Survey |
| 325698 | 2009 UP39              | 22 d'octubre de 2009   | Mount Lemmon         | Mt. Lemmon Survey |
| 325699 | 2009 UA47              | 18 d'octubre de 2009   | Mount Lemmon         | Mt. Lemmon Survey |
| 325700 | 2009 UT51              | 11 d'octubre de 2009   | Mount Lemmon         | Mt. Lemmon Survey |

## 325701-325800
| Nom    | Designació provisional | Data de descobriment   | Lloc de descobriment | Descobridor/s            |
| ------ | ---------------------- | ---------------------- | -------------------- | ------------------------ |
| 325701 | 2009 UG52              | 22 d'octubre de 2009   | Mount Lemmon         | Mt. Lemmon Survey        |
| 325702 | 2009 UE56              | 23 d'octubre de 2009   | Mount Lemmon         | Mt. Lemmon Survey        |
| 325703 | 2009 UL57              | 23 d'octubre de 2009   | Mount Lemmon         | Mt. Lemmon Survey        |
| 325704 | 2009 UZ68              | 14 de febrer de 2008   | Mount Lemmon         | Mt. Lemmon Survey        |
| 325705 | 2009 UB72              | 23 d'octubre de 2009   | Mount Lemmon         | Mt. Lemmon Survey        |
| 325706 | 2009 UR73              | 18 d'octubre de 2009   | Mount Lemmon         | Mt. Lemmon Survey        |
| 325707 | 2009 UN81              | 22 d'octubre de 2009   | Mount Lemmon         | Mt. Lemmon Survey        |
| 325708 | 2009 UX89              | 26 d'octubre de 2009   | Bisei SG Center      | BATTeRS                  |
| 325709 | 2009 UF90              | 22 d'octubre de 2009   | Socorro              | LINEAR                   |
| 325710 | 2009 UL90              | 16 d'octubre de 2009   | Catalina             | CSS                      |
| 325711 | 2009 UY92              | 24 d'octubre de 2009   | Kitt Peak            | Spacewatch               |
| 325712 | 2009 UK96              | 22 d'octubre de 2009   | Mount Lemmon         | Mt. Lemmon Survey        |
| 325713 | 2009 UO96              | 22 d'octubre de 2009   | Mount Lemmon         | Mt. Lemmon Survey        |
| 325714 | 2009 UQ99              | 2 d'abril de 2002      | Kitt Peak            | Spacewatch               |
| 325715 | 2009 UG102             | 17 de setembre de 2009 | Kitt Peak            | Spacewatch               |
| 325716 | 2009 UZ102             | 24 d'octubre de 2009   | Catalina             | CSS                      |
| 325717 | 2009 UA104             | 25 d'octubre de 2009   | Mount Lemmon         | Mt. Lemmon Survey        |
| 325718 | 2009 UL116             | 22 d'octubre de 2009   | Mount Lemmon         | Mt. Lemmon Survey        |
| 325719 | 2009 UU119             | 23 d'octubre de 2009   | Mount Lemmon         | Mt. Lemmon Survey        |
| 325720 | 2009 UV119             | 23 d'octubre de 2009   | Mount Lemmon         | Mt. Lemmon Survey        |
| 325721 | 2009 UT133             | 22 d'octubre de 2009   | Mount Lemmon         | Mt. Lemmon Survey        |
| 325722 | 2009 UQ134             | 23 d'octubre de 2009   | Mount Lemmon         | Mt. Lemmon Survey        |
| 325723 | 2009 UH140             | 18 d'octubre de 2009   | La Sagra             | La Sagra                 |
| 325724 | 2009 UC141             | 27 d'octubre de 2009   | Mount Lemmon         | Mt. Lemmon Survey        |
| 325725 | 2009 UG141             | 23 de gener de 2006    | Kitt Peak            | Spacewatch               |
| 325726 | 2009 UM151             | 22 d'octubre de 2009   | Catalina             | CSS                      |
| 325727 | 2009 UN155             | 31 de març de 2003     | Kitt Peak            | Spacewatch               |
| 325728 | 2009 VS18              | 23 d'agost de 2003     | Palomar              | NEAT                     |
| 325729 | 2009 VH29              | 9 de novembre de 2009  | Kitt Peak            | Spacewatch               |
| 325730 | 2009 VD40              | 11 de novembre de 2009 | Hibiscus             | N. Teamo                 |
| 325731 | 2009 VF40              | 8 de novembre de 2009  | Catalina             | CSS                      |
| 325732 | 2009 VX44              | 14 de novembre de 2009 | Mayhill              | A. Lowe                  |
| 325733 | 2009 VK47              | 9 de novembre de 2009  | Mount Lemmon         | Mt. Lemmon Survey        |
| 325734 | 2009 VH50              | 12 de novembre de 2009 | La Sagra             | La Sagra                 |
| 325735 | 2009 VM55              | 11 de novembre de 2009 | Kitt Peak            | Spacewatch               |
| 325736 | 2009 VM72              | 14 de novembre de 2009 | Socorro              | LINEAR                   |
| 325737 | 2009 VT76              | 14 de març de 2007     | Kitt Peak            | Spacewatch               |
| 325738 | 2009 VF78              | 9 de novembre de 2009  | Catalina             | CSS                      |
| 325739 | 2009 VK79              | 9 de gener de 2006     | Mount Lemmon         | Mt. Lemmon Survey        |
| 325740 | 2009 VD81              | 11 d'octubre de 2009   | Mount Lemmon         | Mt. Lemmon Survey        |
| 325741 | 2009 VZ92              | 9 de novembre de 2009  | Catalina             | CSS                      |
| 325742 | 2009 VH106             | 9 de novembre de 2009  | Catalina             | CSS                      |
| 325743 | 2009 VT110             | 10 de novembre de 2009 | Mount Lemmon         | Mt. Lemmon Survey        |
| 325744 | 2009 WE1               | 17 de novembre de 2009 | Mayhill              | A. Lowe                  |
| 325745 | 2009 WG4               | 16 de novembre de 2009 | Kitt Peak            | Spacewatch               |
| 325746 | 2009 WV12              | 16 de novembre de 2009 | Mount Lemmon         | Mt. Lemmon Survey        |
| 325747 | 2009 WQ47              | 19 de novembre de 2009 | Kitt Peak            | Spacewatch               |
| 325748 | 2009 WV47              | 19 de novembre de 2009 | Mount Lemmon         | Mt. Lemmon Survey        |
| 325749 | 2009 WC53              | 22 de novembre de 2009 | Bisei SG Center      | BATTeRS                  |
| 325750 | 2009 WN55              | 14 de maig de 2008     | Mount Lemmon         | Mt. Lemmon Survey        |
| 325751 | 2009 WB74              | 18 de novembre de 2009 | Kitt Peak            | Spacewatch               |
| 325752 | 2009 WW87              | 19 de novembre de 2009 | Kitt Peak            | Spacewatch               |
| 325753 | 2009 WH90              | 7 d'octubre de 2004    | Anderson Mesa        | LONEOS                   |
| 325754 | 2009 WE93              | 19 de novembre de 2009 | La Sagra             | La Sagra                 |
| 325755 | 2009 WU97              | 20 de novembre de 2009 | La Sagra             | La Sagra                 |
| 325756 | 2009 WN114             | 19 de novembre de 2009 | Mount Lemmon         | Mt. Lemmon Survey        |
| 325757 | 2009 WA163             | 21 de novembre de 2009 | Kitt Peak            | Spacewatch               |
| 325758 | 2009 WM190             | 24 de novembre de 2009 | Kitt Peak            | Spacewatch               |
| 325759 | 2009 WG204             | 16 de novembre de 2009 | La Sagra             | La Sagra                 |
| 325760 | 2009 WN248             | 17 de novembre de 2009 | Catalina             | CSS                      |
| 325761 | 2009 WH249             | 16 de setembre de 2003 | Kitt Peak            | Spacewatch               |
| 325762 | 2010 AL94              | 13 d'abril de 2004     | Kitt Peak            | Spacewatch               |
| 325763 | 2010 AU97              | 31 de gener de 2006    | Kitt Peak            | Spacewatch               |
| 325764 | 2010 AF105             | 12 de gener de 2010    | WISE                 | WISE                     |
| 325765 | 2010 BJ7               | 26 de setembre de 2003 | Apache Point         | Sloan Digital Sky Survey |
| 325766 | 2010 JX140             | 15 de maig de 2010     | WISE                 | WISE                     |
| 325767 | 2010 KG108             | 29 de maig de 2010     | WISE                 | WISE                     |
| 325768 | 2010 LV14              | 3 de juny de 2010      | Kitt Peak            | Spacewatch               |
| 325769 | 2010 LY63              | 12 de juny de 2010     | Siding Spring        | Siding Spring Survey     |
| 325770 | 2010 MO54              | 16 de juny de 2010     | WISE                 | WISE                     |
| 325771 | 2010 MC67              | 30 de desembre de 2007 | Kitt Peak            | Spacewatch               |
| 325772 | 2010 NH10              | 16 d'octubre de 2001   | Palomar              | NEAT                     |
| 325773 | 2010 NL35              | 9 de febrer de 2008    | Mount Lemmon         | Mt. Lemmon Survey        |
| 325774 | 2010 NR73              | 15 de juliol de 2010   | WISE                 | WISE                     |
| 325775 | 2010 NE76              | 15 de juliol de 2010   | WISE                 | WISE                     |
| 325776 | 2010 OV14              | 19 de gener de 2008    | Mount Lemmon         | Mt. Lemmon Survey        |
| 325777 | 2010 OE29              | 20 de gener de 2008    | Kitt Peak            | Spacewatch               |
| 325778 | 2010 OG60              | 12 de març de 2008     | Kitt Peak            | Spacewatch               |
| 325779 | 2010 OT76              | 3 d'octubre de 2006    | Mount Lemmon         | Mt. Lemmon Survey        |
| 325780 | 2010 OC79              | 29 de febrer de 2008   | Kitt Peak            | Spacewatch               |
| 325781 | 2010 OL104             | 1 de setembre de 2005  | Kitt Peak            | Spacewatch               |
| 325782 | 2010 OV125             | 13 de gener de 2003    | Kitt Peak            | Spacewatch               |
| 325783 | 2010 PA10              | 4 d'agost de 2010      | Socorro              | LINEAR                   |
| 325784 | 2010 PP38              | 6 d'agost de 2010      | WISE                 | WISE                     |
| 325785 | 2010 PU46              | 1 de març de 2008      | Kitt Peak            | Spacewatch               |
| 325786 | 2010 PC58              | 3 de setembre de 1999  | Kitt Peak            | Spacewatch               |
| 325787 | 2010 PS58              | 9 d'agost de 2010      | Socorro              | LINEAR                   |
| 325788 | 2010 PK78              | 14 de desembre de 2006 | Palomar              | NEAT                     |
| 325789 | 2010 QD1               | 16 d'agost de 2010     | La Sagra             | La Sagra                 |
| 325790 | 2010 QX1               | 8 de gener de 2003     | Anderson Mesa        | LONEOS                   |
| 325791 | 2010 RX4               | 1 de setembre de 2010  | ESA OGS              | ESA OGS                  |
| 325792 | 2010 RO51              | 4 de setembre de 2010  | Kitt Peak            | Spacewatch               |
| 325793 | 2010 RS60              | 6 de setembre de 2010  | Kitt Peak            | Spacewatch               |
| 325794 | 2010 RH63              | 8 de febrer de 2008    | Kitt Peak            | Spacewatch               |
| 325795 | 2010 RJ67              | 29 de març de 2008     | Catalina             | CSS                      |
| 325796 | 2010 RY68              | 6 de novembre de 2007  | Mount Lemmon         | Mt. Lemmon Survey        |
| 325797 | 2010 RQ69              | 18 de setembre de 2007 | Mount Lemmon         | Mt. Lemmon Survey        |
| 325798 | 2010 RF70              | 16 de juliol de 2007   | Siding Spring        | Siding Spring Survey     |
| 325799 | 2010 RN79              | 22 de maig de 2001     | Anderson Mesa        | LONEOS                   |
| 325800 | 2010 RC81              | 24 d'agost de 2000     | Socorro              | LINEAR                   |

## 325801-325900
| Nom    | Designació provisional | Data de descobriment   | Lloc de descobriment | Descobridor/s            |
| ------ | ---------------------- | ---------------------- | -------------------- | ------------------------ |
| 325801 | 2010 RE81              | 10 de setembre de 2010 | Catalina             | CSS                      |
| 325802 | 2010 RO81              | 22 de setembre de 2003 | Anderson Mesa        | LONEOS                   |
| 325803 | 2010 RH93              | 1 de novembre de 2000  | Socorro              | LINEAR                   |
| 325804 | 2010 RS100             | 16 d'octubre de 2007   | Mount Lemmon         | Mt. Lemmon Survey        |
| 325805 | 2010 RG101             | 28 de setembre de 2003 | Kitt Peak            | Spacewatch               |
| 325806 | 2010 RT103             | 25 de desembre de 2003 | Kitt Peak            | Spacewatch               |
| 325807 | 2010 RE105             | 2 d'abril de 2005      | Mount Lemmon         | Mt. Lemmon Survey        |
| 325808 | 2010 RZ105             | 19 de novembre de 2003 | Anderson Mesa        | LONEOS                   |
| 325809 | 2010 RY111             | 4 d'abril de 2005      | Catalina             | CSS                      |
| 325810 | 2010 RE112             | 29 d'agost de 2006     | Kitt Peak            | Spacewatch               |
| 325811 | 2010 RG115             | 11 de setembre de 2010 | Kitt Peak            | Spacewatch               |
| 325812 | 2010 RT115             | 3 de gener de 2008     | XuYi                 | PMO NEO Survey Program   |
| 325813 | 2010 RF120             | 7 de gener de 2003     | Socorro              | LINEAR                   |
| 325814 | 2010 RK120             | 8 de febrer de 2008    | Mount Lemmon         | Mt. Lemmon Survey        |
| 325815 | 2010 RS125             | 30 de setembre de 2006 | Catalina             | CSS                      |
| 325816 | 2010 RH130             | 16 de desembre de 2006 | Mount Lemmon         | Mt. Lemmon Survey        |
| 325817 | 2010 RX143             | 1 de novembre de 2007  | Kitt Peak            | Spacewatch               |
| 325818 | 2010 RP145             | 24 de març de 1998     | Kitt Peak            | Spacewatch               |
| 325819 | 2010 RF149             | 11 de març de 2005     | Mount Lemmon         | Mt. Lemmon Survey        |
| 325820 | 2010 RA154             | 18 de novembre de 2006 | Kitt Peak            | Spacewatch               |
| 325821 | 2010 RM156             | 3 de març de 2005      | Catalina             | CSS                      |
| 325822 | 2010 RM164             | 28 d'agost de 2003     | Palomar              | NEAT                     |
| 325823 | 2010 RA171             | 20 d'octubre de 2003   | Kitt Peak            | Spacewatch               |
| 325824 | 2010 RP173             | 7 d'abril de 2008      | Mount Lemmon         | Mt. Lemmon Survey        |
| 325825 | 2010 RH174             | 29 d'agost de 2006     | Kitt Peak            | Spacewatch               |
| 325826 | 2010 RZ174             | 3 de febrer de 2008    | Kitt Peak            | Spacewatch               |
| 325827 | 2010 SL3               | 12 de juliol de 2005   | Mount Lemmon         | Mt. Lemmon Survey        |
| 325828 | 2010 SY9               | 21 de març de 1999     | Apache Point         | Sloan Digital Sky Survey |
| 325829 | 2010 SM10              | 5 de novembre de 2007  | Mount Lemmon         | Mt. Lemmon Survey        |
| 325830 | 2010 SN15              | 10 d'octubre de 2007   | Kitt Peak            | Spacewatch               |
| 325831 | 2010 SF18              | 6 de desembre de 2007  | Kitt Peak            | Spacewatch               |
| 325832 | 2010 SN22              | 3 de desembre de 2002  | Haleakala            | NEAT                     |
| 325833 | 2010 SU29              | 16 d'agost de 2006     | Palomar              | NEAT                     |
| 325834 | 2010 SV29              | 29 de setembre de 2010 | La Sagra             | La Sagra                 |
| 325835 | 2010 SK37              | 9 de març de 2005      | Kitt Peak            | Spacewatch               |
| 325836 | 2010 SP38              | 23 d'octubre de 2006   | Catalina             | CSS                      |
| 325837 | 2010 SC39              | 21 de setembre de 2003 | Anderson Mesa        | LONEOS                   |
| 325838 | 2010 SJ40              | 28 d'agost de 2003     | Palomar              | NEAT                     |
| 325839 | 2010 TX1               | 25 de maig de 2006     | Kitt Peak            | Spacewatch               |
| 325840 | 2010 TJ14              | 10 de febrer de 2008   | Kitt Peak            | Spacewatch               |
| 325841 | 2010 TO24              | 4 de novembre de 1999  | Socorro              | LINEAR                   |
| 325842 | 2010 TN25              | 24 de febrer de 2009   | Catalina             | CSS                      |
| 325843 | 2010 TV27              | 19 d'octubre de 2003   | Apache Point         | Sloan Digital Sky Survey |
| 325844 | 2010 TN30              | 16 de novembre de 2006 | Kitt Peak            | Spacewatch               |
| 325845 | 2010 TL31              | 2 de febrer de 2001    | Kitt Peak            | Spacewatch               |
| 325846 | 2010 TW32              | 21 d'agost de 2006     | Kitt Peak            | Spacewatch               |
| 325847 | 2010 TQ35              | 10 de març de 2004     | Palomar              | NEAT                     |
| 325848 | 2010 TR37              | 24 d'octubre de 2003   | Kitt Peak            | Spacewatch               |
| 325849 | 2010 TC38              | 26 d'agost de 2000     | Socorro              | LINEAR                   |
| 325850 | 2010 TA50              | 31 d'octubre de 2006   | Mount Lemmon         | Mt. Lemmon Survey        |
| 325851 | 2010 TU52              | 12 de setembre de 1994 | Kitt Peak            | Spacewatch               |
| 325852 | 2010 TO53              | 30 d'abril de 2005     | Kitt Peak            | Spacewatch               |
| 325853 | 2010 TS57              | 30 de març de 2008     | Kitt Peak            | Spacewatch               |
| 325854 | 2010 TM79              | 11 d'octubre de 1999   | Kitt Peak            | Spacewatch               |
| 325855 | 2010 TP82              | 1 d'octubre de 2003    | Kitt Peak            | Spacewatch               |
| 325856 | 2010 TL84              | 1 de desembre de 2003  | Kitt Peak            | Spacewatch               |
| 325857 | 2010 TB85              | 6 de desembre de 2007  | Catalina             | CSS                      |
| 325858 | 2010 TY85              | 16 de novembre de 2006 | Catalina             | CSS                      |
| 325859 | 2010 TB86              | 11 d'abril de 2005     | Mount Lemmon         | Mt. Lemmon Survey        |
| 325860 | 2010 TR94              | 15 d'octubre de 1995   | Kitt Peak            | Spacewatch               |
| 325861 | 2010 TQ114             | 25 de novembre de 2005 | Catalina             | CSS                      |
| 325862 | 2010 TB117             | 4 de desembre de 2007  | Kitt Peak            | Spacewatch               |
| 325863 | 2010 TZ118             | 15 d'octubre de 2001   | Kitt Peak            | Spacewatch               |
| 325864 | 2010 TA119             | 2 d'abril de 2006      | Mount Lemmon         | Mt. Lemmon Survey        |
| 325865 | 2010 TE122             | 30 d'abril de 2008     | Mount Lemmon         | Mt. Lemmon Survey        |
| 325866 | 2010 TB123             | 15 de desembre de 2004 | Kitt Peak            | Spacewatch               |
| 325867 | 2010 TB142             | 5 d'octubre de 2004    | Anderson Mesa        | LONEOS                   |
| 325868 | 2010 TN147             | 22 de novembre de 2006 | Catalina             | CSS                      |
| 325869 | 2010 TQ149             | 11 de maig de 2007     | Mount Lemmon         | Mt. Lemmon Survey        |
| 325870 | 2010 TR149             | 11 de desembre de 2006 | Kitt Peak            | Spacewatch               |
| 325871 | 2010 TA150             | 29 d'abril de 2009     | Mount Lemmon         | Mt. Lemmon Survey        |
| 325872 | 2010 TN153             | 5 de gener de 2006     | Catalina             | CSS                      |
| 325873 | 2010 TM158             | 13 de desembre de 2006 | Kitt Peak            | Spacewatch               |
| 325874 | 2010 TG164             | 17 de març de 2005     | Mount Lemmon         | Mt. Lemmon Survey        |
| 325875 | 2010 TJ165             | 25 de maig de 2006     | Mount Lemmon         | Mt. Lemmon Survey        |
| 325876 | 2010 TO166             | 1 de març de 2008      | Kitt Peak            | Spacewatch               |
| 325877 | 2010 TJ168             | 27 de setembre de 2009 | Kitt Peak            | Spacewatch               |
| 325878 | 2010 TF169             | 19 de desembre de 2007 | Mount Lemmon         | Mt. Lemmon Survey        |
| 325879 | 2010 TK171             | 19 de març de 2007     | Mount Lemmon         | Mt. Lemmon Survey        |
| 325880 | 2010 TT172             | 18 de desembre de 2004 | Kitt Peak            | Spacewatch               |
| 325881 | 2010 TZ175             | 23 de juliol de 2010   | WISE                 | WISE                     |
| 325882 | 2010 TT176             | 10 de gener de 2003    | Socorro              | LINEAR                   |
| 325883 | 2010 TO178             | 17 de novembre de 2006 | Mount Lemmon         | Mt. Lemmon Survey        |
| 325884 | 2010 TA182             | 2 d'octubre de 2000    | Socorro              | LINEAR                   |
| 325885 | 2010 UO9               | 10 de novembre de 2006 | Kitt Peak            | Spacewatch               |
| 325886 | 2010 UA10              | 1 de novembre de 2006  | Mount Lemmon         | Mt. Lemmon Survey        |
| 325887 | 2010 UK12              | 21 de febrer de 2003   | Palomar              | NEAT                     |
| 325888 | 2010 UC13              | 2 d'abril de 2002      | Kitt Peak            | Spacewatch               |
| 325889 | 2010 UL13              | 12 de setembre de 2001 | Socorro              | LINEAR                   |
| 325890 | 2010 UP14              | 4 de juny de 2006      | Mount Lemmon         | Mt. Lemmon Survey        |
| 325891 | 2010 UC15              | 15 de setembre de 2006 | Kitt Peak            | Spacewatch               |
| 325892 | 2010 UD16              | 27 de setembre de 2003 | Anderson Mesa        | LONEOS                   |
| 325893 | 2010 UL26              | 22 de novembre de 2006 | Mount Lemmon         | Mt. Lemmon Survey        |
| 325894 | 2010 UO27              | 12 de novembre de 1999 | Kitt Peak            | Spacewatch               |
| 325895 | 2010 UD29              | 2 de gener de 2000     | Kitt Peak            | Spacewatch               |
| 325896 | 2010 UF29              | 19 d'octubre de 2006   | Catalina             | CSS                      |
| 325897 | 2010 UX30              | 22 de novembre de 2005 | Kitt Peak            | Spacewatch               |
| 325898 | 2010 UK33              | 28 d'agost de 2005     | Kitt Peak            | Spacewatch               |
| 325899 | 2010 UZ45              | 28 de gener de 2007    | Kitt Peak            | Spacewatch               |
| 325900 | 2010 UJ54              | 19 de març de 2009     | Kitt Peak            | Spacewatch               |

## 325901-326000
| Nom             | Designació provisional | Data de descobriment   | Lloc de descobriment | Descobridor/s            |
| --------------- | ---------------------- | ---------------------- | -------------------- | ------------------------ |
| 325901          | 2010 UG55              | 1 d'octubre de 2005    | Kitt Peak            | Spacewatch               |
| 325902          | 2010 UU55              | 18 de setembre de 2001 | Apache Point         | Sloan Digital Sky Survey |
| 325903          | 2010 UB56              | 14 de novembre de 2007 | Mount Lemmon         | Mt. Lemmon Survey        |
| 325904          | 2010 UG56              | 13 d'octubre de 1993   | Kitt Peak            | Spacewatch               |
| 325905          | 2010 UP57              | 21 de febrer de 2007   | Catalina             | CSS                      |
| 325906          | 2010 UR59              | 27 de gener de 2007    | Mount Lemmon         | Mt. Lemmon Survey        |
| 325907          | 2010 UX61              | 22 d'octubre de 2006   | Mount Lemmon         | Mt. Lemmon Survey        |
| 325908          | 2010 UE67              | 26 de març de 2007     | Mount Lemmon         | Mt. Lemmon Survey        |
| 325909          | 2010 US73              | 28 de febrer de 2008   | Kitt Peak            | Spacewatch               |
| 325910          | 2010 UL74              | 29 d'agost de 2006     | Kitt Peak            | Spacewatch               |
| 325911          | 2010 UE76              | 1 de novembre de 2005  | Kitt Peak            | Spacewatch               |
| 325912          | 2010 UD77              | 31 d'agost de 2005     | Kitt Peak            | Spacewatch               |
| 325913          | 2010 UW77              | 18 de març de 2007     | Kitt Peak            | Spacewatch               |
| 325914          | 2010 UD80              | 21 de gener de 2004    | Socorro              | LINEAR                   |
| 325915          | 2010 UT84              | 17 de juliol de 2001   | Haleakala            | NEAT                     |
| 325916          | 2010 UK90              | 28 de març de 2008     | Kitt Peak            | Spacewatch               |
| 325917          | 2010 UC94              | 15 de novembre de 2006 | Catalina             | CSS                      |
| 325918          | 2010 UF94              | 22 de febrer de 2006   | Anderson Mesa        | LONEOS                   |
| 325919          | 2010 UL94              | 24 d'octubre de 2001   | Palomar              | NEAT                     |
| 325920          | 2010 UM94              | 15 de març de 2008     | Kitt Peak            | Spacewatch               |
| 325921          | 2010 UP96              | 13 de desembre de 2006 | Kitt Peak            | Spacewatch               |
| 325922          | 2010 UT99              | 11 de març de 2005     | Kitt Peak            | Spacewatch               |
| 325923          | 2010 UR100             | 10 de novembre de 2005 | Kitt Peak            | Spacewatch               |
| 325924          | 2010 UE102             | 12 de novembre de 1999 | Socorro              | LINEAR                   |
| 325925          | 2010 UU103             | 22 d'abril de 2009     | Kitt Peak            | Spacewatch               |
| 325926          | 2010 VE6               | 27 de juliol de 1995   | Kitt Peak            | Spacewatch               |
| 325927          | 2010 VB13              | 29 de març de 2008     | Kitt Peak            | Spacewatch               |
| 325928          | 2010 VQ13              | 16 de març de 2004     | Palomar              | NEAT                     |
| 325929          | 2010 VB17              | 18 de desembre de 2007 | Kitt Peak            | Spacewatch               |
| 325930          | 2010 VM17              | 24 d'octubre de 2007   | Mount Lemmon         | Mt. Lemmon Survey        |
| 325931          | 2010 VD18              | 25 de setembre de 2000 | Kitt Peak            | Spacewatch               |
| 325932          | 2010 VK20              | 1 d'agost de 2009      | Kitt Peak            | Spacewatch               |
| 325933          | 2010 VJ25              | 2 d'octubre de 2005    | Mount Lemmon         | Mt. Lemmon Survey        |
| 325934          | 2010 VE29              | 21 de setembre de 2003 | Kitt Peak            | Spacewatch               |
| 325935          | 2010 VJ29              | 14 d'octubre de 1999   | Kitt Peak            | Spacewatch               |
| 325936          | 2010 VL31              | 19 de setembre de 2009 | Catalina             | CSS                      |
| 325937          | 2010 VF33              | 12 de setembre de 2001 | Socorro              | LINEAR                   |
| 325938          | 2010 VG33              | 11 de febrer de 2002   | Socorro              | LINEAR                   |
| 325939          | 2010 VV38              | 26 de novembre de 2003 | Kitt Peak            | Spacewatch               |
| 325940          | 2010 VF45              | 23 d'agost de 2001     | Haleakala            | NEAT                     |
| 325941          | 2010 VX48              | 2 de gener de 2006     | Socorro              | LINEAR                   |
| 325942          | 2010 VK54              | 26 de febrer de 2008   | Mount Lemmon         | Mt. Lemmon Survey        |
| 325943          | 2010 VZ54              | 10 de febrer de 2008   | Mount Lemmon         | Mt. Lemmon Survey        |
| 325944          | 2010 VT56              | 15 de març de 2007     | Mount Lemmon         | Mt. Lemmon Survey        |
| 325945          | 2010 VR57              | 24 de setembre de 2009 | Mount Lemmon         | Mt. Lemmon Survey        |
| 325946          | 2010 VB63              | 5 de setembre de 2010  | Mount Lemmon         | Mt. Lemmon Survey        |
| 325947          | 2010 VS67              | 31 d'agost de 2005     | Kitt Peak            | Spacewatch               |
| 325948          | 2010 VO69              | 17 de novembre de 2006 | Kitt Peak            | Spacewatch               |
| 325949          | 2010 VP79              | 10 de març de 2005     | Mount Lemmon         | Mt. Lemmon Survey        |
| 325950          | 2010 VB80              | 29 d'abril de 2009     | Kitt Peak            | Spacewatch               |
| 325951          | 2010 VC83              | 9 de desembre de 2006  | Kitt Peak            | Spacewatch               |
| 325952          | 2010 VM86              | 17 d'agost de 2009     | Kitt Peak            | Spacewatch               |
| 325953          | 2010 VJ90              | 7 d'octubre de 1999    | Socorro              | LINEAR                   |
| 325954          | 2010 VS92              | 7 de gener de 2005     | Kitt Peak            | Spacewatch               |
| 325955          | 2010 VE93              | 19 de setembre de 2006 | Catalina             | CSS                      |
| 325956          | 2010 VJ95              | 1 de setembre de 2005  | Kitt Peak            | Spacewatch               |
| 325957          | 2010 VO97              | 5 d'abril de 2003      | Kitt Peak            | Spacewatch               |
| 325958          | 2010 VJ99              | 19 de març de 2006     | Siding Spring        | Siding Spring Survey     |
| 325959          | 2010 VX101             | 4 d'octubre de 2000    | Kitt Peak            | Spacewatch               |
| 325960          | 2010 VX103             | 26 de gener de 2003    | Haleakala            | NEAT                     |
| 325961          | 2010 VS105             | 28 d'octubre de 2010   | Mount Lemmon         | Mt. Lemmon Survey        |
| 325962          | 2010 VU105             | 15 d'octubre de 2001   | Kitt Peak            | Spacewatch               |
| 325963          | 2010 VL108             | 28 de març de 2008     | Kitt Peak            | Spacewatch               |
| 325964          | 2010 VN109             | 22 d'octubre de 2003   | Apache Point         | Sloan Digital Sky Survey |
| 325965          | 2010 VK120             | 6 de gener de 2006     | Catalina             | CSS                      |
| 325966          | 2010 VE126             | 7 de gener de 2006     | Kitt Peak            | Spacewatch               |
| 325967          | 2010 VT126             | 21 de setembre de 2001 | Socorro              | LINEAR                   |
| 325968          | 2010 VO128             | 22 d'agost de 2003     | Campo Imperatore     | CINEOS                   |
| 325969          | 2010 VN133             | 7 d'abril de 2005      | Kitt Peak            | Spacewatch               |
| 325970          | 2010 VN135             | 4 de gener de 2006     | Kitt Peak            | Spacewatch               |
| 325971          | 2010 VX143             | 28 de setembre de 2006 | Kitt Peak            | Spacewatch               |
| 325972          | 2010 VX157             | 5 de novembre de 2007  | Kitt Peak            | Spacewatch               |
| 325973 Cardinal | 2010 VJ159             | 13 de desembre de 2006 | Mauna Kea            | D. D. Balam              |
| 325974          | 2010 VS160             | 10 de novembre de 2006 | Kitt Peak            | Spacewatch               |
| 325975          | 2010 VC162             | 1 de setembre de 2005  | Kitt Peak            | Spacewatch               |
| 325976          | 2010 VF162             | 24 d'octubre de 2003   | Kitt Peak            | Spacewatch               |
| 325977          | 2010 VP162             | 28 de març de 2008     | Mount Lemmon         | Mt. Lemmon Survey        |
| 325978          | 2010 VR162             | 11 de novembre de 2007 | Mount Lemmon         | Mt. Lemmon Survey        |
| 325979          | 2010 VY162             | 25 de novembre de 2006 | Kitt Peak            | Spacewatch               |
| 325980          | 2010 VK166             | 24 de desembre de 2005 | Kitt Peak            | Spacewatch               |
| 325981          | 2010 VX168             | 6 d'octubre de 2005    | Mount Lemmon         | Mt. Lemmon Survey        |
| 325982          | 2010 VX172             | 16 de març de 2007     | Mount Lemmon         | Mt. Lemmon Survey        |
| 325983          | 2010 VF174             | 6 d'abril de 2008      | Kitt Peak            | Spacewatch               |
| 325984          | 2010 VB177             | 14 d'abril de 2008     | Mount Lemmon         | Mt. Lemmon Survey        |
| 325985          | 2010 VK177             | 7 de maig de 2002      | Palomar              | NEAT                     |
| 325986          | 2010 VL178             | 21 d'octubre de 2001   | Kitt Peak            | Spacewatch               |
| 325987          | 2010 VY178             | 11 de febrer de 2004   | Palomar              | NEAT                     |
| 325988          | 2010 VU181             | 22 d'octubre de 2005   | Kitt Peak            | Spacewatch               |
| 325989          | 2010 VE186             | 28 de juliol de 2005   | Palomar              | NEAT                     |
| 325990          | 2010 VQ188             | 7 d'octubre de 2004    | Anderson Mesa        | LONEOS                   |
| 325991          | 2010 VM191             | 5 d'octubre de 2004    | Three Buttes         | G. R. Jones              |
| 325992          | 2010 VX192             | 3 de novembre de 2004  | Palomar              | NEAT                     |
| 325993          | 2010 VJ195             | 19 de gener de 2008    | Mount Lemmon         | Mt. Lemmon Survey        |
| 325994          | 2010 VT195             | 4 d'octubre de 1996    | Kitt Peak            | Spacewatch               |
| 325995          | 2010 VO200             | 5 de gener de 2003     | Socorro              | LINEAR                   |
| 325996          | 2010 WH2               | 17 d'octubre de 2006   | Mount Lemmon         | Mt. Lemmon Survey        |
| 325997          | 2010 WK3               | 6 d'abril de 2008      | Catalina             | CSS                      |
| 325998          | 2010 WE5               | 30 d'agost de 2000     | Kitt Peak            | Spacewatch               |
| 325999          | 2010 WN7               | 18 de novembre de 2006 | Kitt Peak            | Spacewatch               |
| 326000          | 2010 WN8               | 24 de juliol de 2003   | Palomar              | NEAT                     |